# Élection présidentielle américaine de 2008
L'élection présidentielle américaine de 2008, prenant place le 4 novembre 2008, est la 56e élection présidentielle américaine à déterminer le président et le vice-président des États-Unis.
Le Parti républicain a investi John McCain, sénateur de l'Arizona, comme candidat ; le Parti démocrate a choisi Barack Obama, sénateur de l'Illinois. Le Parti libertarien a désigné l'ancien représentant Bob Barr, le Parti de la Constitution le pasteur Chuck Baldwin et le Parti vert des États-Unis l'ancienne représentante Cynthia McKinney ; Ralph Nader se présente comme candidat indépendant.
L'élection revêt, à plus d'un titre, un caractère particulièrement remarquable. C'est la première fois, depuis 1952, qu'aucun sortant — président ou vice-président — n'est candidat à l'élection. C'est la première fois, également, qu'un candidat afro-américain (encore inconnu du grand public peu de temps avant l'élection) est susceptible de remporter le scrutin. Avec John McCain et Sarah Palin, c'est la deuxième élection où un candidat d'un grand parti choisit une femme comme candidate à la vice-présidence, 24 ans après Walter Mondale et Geraldine Ferraro en 1984. Le profil atypique de Sarah Palin, inconnue du grand public, à l'instar d'Obama, et sans expérience nationale ou internationale, participe, lui aussi, du caractère singulier de cette élection.
Le scrutin est remporté par Barack Obama, qui obtient 52,9 % des suffrages contre 45,7 % pour John McCain. Les résultats officiels, annoncés par le Congrès, donnent 365 grands électeurs à Barack Obama et 173 à John McCain. Les sondages donnaient peu de temps avant le vote Obama gagnant, malgré le fait que certains instituts aient évoqué la possibilité d'un effet Bradley.
L'élection, tenue lors de l'Election Day, le premier mardi suivant le premier lundi de novembre, coïncide avec les élections sénatoriales dans 35 États (renouvellement du tiers du Sénat), les élections des représentants (renouvellement de la chambre des représentants dans tous les États), les élections de gouverneurs dans 11 États, ainsi qu'avec de nombreux scrutins ou référendums locaux. Tout comme lors de l'élection présidentielle de 2004, la répartition du collège électoral par État est en partie basée sur le recensement de 2000.
Barack Obama et Joe Biden prennent leurs fonctions lors de l'Inauguration Day, le 20 janvier 2009. Barack Obama devient ainsi le premier Afro-Américain à accéder à ce poste aux États-Unis.

## Mode d'élection
L'élection vise à élire le président et le vice-président des États-Unis d'Amérique. Il s'agit d'une élection au suffrage universel indirect, passant par l'élection d'un collège électoral. Chaque États des États-Unis dispose d'autant de grands électeurs que de sièges au Congrès, de 3 pour les moins peuplés à 55 pour la Californie ; parmi les territoires, seul le district de Columbia participe à l'élection et possède 3 grands électeurs.
Les grands électeurs sont élus dans chaque État le 4 novembre 2008, au suffrage universel. À l'exception du Maine et du Nebraska, le ticket candidat à la présidence/vice-présidence qui reçoit la majorité des suffrages d'un État remporte la totalité des grands électeurs de cet État.
Les grands électeurs élisent le président et le vice-président le 15 décembre 2008. Leurs votes sont dépouillés et contrôlés par le Congrès le 8 janvier 2009. Un candidat doit recevoir la majorité absolue des votes du collège électoral pour être élu (au moins 270 voix sur 538).

## Bases légales
L'article 2 de la constitution américaine définit les conditions d'éligibilité par ces termes : « nul ne pourra être élu président s'il n'est citoyen de naissance, ou s'il n'est citoyen des États-Unis au moment de l'adoption de la présente constitution, s'il n'a trente-cinq ans révolus et ne réside sur le territoire des États-Unis depuis quatorze ans. » Selon certaines interprétations, il faudrait être né sur le sol américain pour pouvoir être président. En effet le terme « natural born citizen » utilisé dans la constitution n'est défini nulle part et les personnes nées hors du territoire américain peuvent être considérées comme naturalisées d'office. Néanmoins le cas ne s'étant jamais présenté, le sujet n'a jamais été tranché par la Cour Suprême,.
En vertu du XXIIe amendement à la constitution, adopté le 27 février 1951, sont d'office exclus les anciens présidents George W. Bush et son prédécesseur Bill Clinton, tous deux élus à deux reprises dans cette fonction. (« No person shall be elected to the office of the President more than twice [...] »).
Le XXIIe amendement impose une limite de deux mandats aux candidats à la présidence, mais n'impose pas de limite aux candidats à la vice-présidence. Le XIIe amendement statue toutefois qu'« aucune personne inéligible, de par la constitution, à la charge de président ne pourra être élue à celle de vice-président des États-Unis. », ce qui exclut la possibilité pour George W. Bush et Bill Clinton de se présenter à la vice-présidence.

## Caractéristiques

### Aucun candidat sortant
L'élection de 2008 est la première depuis 1952 où ni le président sortant, ni le vice-président sortant ne sont candidats. Il s'agit même de la première depuis 1928 où aucun des deux n'a cherché l'investiture de son parti. Le président sortant, George W. Bush, termine son second mandat et ne peut pas se représenter en application du 22e amendement de la constitution. Le vice-président sortant, Dick Cheney a choisi de ne pas concourir.
Dans les trois cas précédents où le président avait servi deux mandats consécutifs (Dwight D. Eisenhower en 1952 et 1956, Ronald Reagan en 1980 et 1984, et Bill Clinton en 1992 et 1996), son vice-président avait immédiatement participé à l'élection suivante. Richard Nixon perdit en 1960, George H. W. Bush remporta l'élection de 1988 et Al Gore fut défait en 2000.
Par ailleurs, l'élection de 2008 est la première où le vice-président n'est candidat ni à la présidence, ni à la vice-présidence depuis Nelson Rockefeller en 1976.

### Durée des administrations précédentes
Le président élu en 2008 sera le premier depuis 184 ans à prendre sa fonction après plus d'une présidence de deux mandats : en effet, le prédécesseur de George W. Bush, Bill Clinton, a également servi deux mandats complets. La dernière occurrence antérieure date de la succession des présidents républicains-démocrates Thomas Jefferson, James Madison et James Monroe entre 1801 et 1825.

### Sénateurs
Les candidats des deux partis principaux sont membres du Sénat : le candidat républicain, John McCain, est sénateur de l'Arizona et le candidat démocrate, Barack Obama, sénateur de l'Illinois. Cette situation est inédite dans l'histoire du pays. Avant 2008, seuls deux sénateurs en poste ont été élus à la présidence : Warren G. Harding en 1920 et John Fitzgerald Kennedy en 1960.
Joe Biden, candidat à la vice-présidence de Barack Obama, est également sénateur en poste du Delaware.

### Origines et âge des principaux candidats
Les deux candidats principaux auraient pu devenir chacun le premier président né à l'extérieur des États-Unis continentaux : Obama est né à Honolulu (Hawaï), et McCain à Coco Solo, dans la zone du canal de Panama, une base navale américaine. Une commission bipartisane a confirmé qu'il est un citoyen de naissance des États-Unis, une obligation constitutionnelle pour devenir président. Obama, possédant une mère blanche et un père kenyan luo, est le premier président élu se revendiquant afro-américain.
McCain aurait pu être le premier président issu de l'Arizona, tandis qu'Obama est le troisième président issu de l'Illinois (les deux autres étant Abraham Lincoln et Ulysses S. Grant ; Ronald Reagan est né dans l'Illinois, mais est un ancien gouverneur de Californie). Les derniers candidats de ces États étaient Adlai Stevenson (démocrate) de l'Illinois, qui perdit l'élection en 1952 et 1956, et Barry Goldwater (républicain) de l'Arizona, qui la perdit en 1964.
S'il avait été élu, McCain aurait été le plus vieux président, étant âgé de 72 ans et 144 jours lors de son éventuelle investiture (Ronald Reagan était cependant âgé de 73 ans et 350 jours au début de son deuxième mandat). Obama et McCain ont 24 ans et 240 jours d'écart, la plus grande différence d'âge entre deux principaux candidats de l'histoire du pays, dépassant l'écart entre Bill Clinton et Bob Dole en 1996 (23 ans et 28 jours).

## Campagne

### Avant les primaires
Vers la fin de l'année 2007, le consensus liste généralement six candidats principaux. La liste exacte dépend de l'agence de presse. Par exemple, CNN qualifie Hillary Clinton, John Edwards, Rudy Giuliani, Barack Obama, Fred Thompson et Mitt Romney de front runners (favoris).
The Washington Post recense Clinton, Edwards et Obama comme favoris démocrates, Chuck Todd de MSNBC déclare Giuliani et John McCain favoris républicains après le second débat présidentiel de ce parti.
Trois candidats, Clinton, Obama et Romney, lèvent plus de 20 millions de dollars dans les trois premiers mois de 2007 ; trois autres, Edwards, Giuliani et McCain, plus de 12 millions ; Bill Richardson, 6 millions. Au troisième trimestre 2007, les premiers leveurs de fonds républicains sont Romney, Giuliani, Thompson et Ron Paul[réf. souhaitée].

### Primaires et caucus

#### Généralités
En théorie, le processus de nomination de chacun des deux principaux partis se poursuit jusqu'à juin ; en pratique, les candidats sont souvent choisis lors des primaires de mars. Cette tendance se poursuit en 2008 pour le camp républicain, John McCain assurant sa nomination après ses victoires au Texas et dans l'Ohio le 4 mars. En revanche, le démocrate Barack Obama ne remporte l'investiture qu'à partir du 3 juin, après une longue campagne contre Hillary Clinton. Obama possède une large avance dans les États qu'il a remportés, mais les délégués démocrates sont choisis suivant une forme de représentation proportionnelle depuis 1976 et Clinton revendique la majorité du vote populaire ; selon l'Associated Press, ses chiffres ne seront exacts que dans un scénario très serré.
Fin 2007, les deux partis adoptent des règles interdisant aux États de trop avancer la date de leurs primaires. Pour les républicains, les États sanctionnés sont démis de la moitié de leurs délégués à la convention du parti. Dans le cas du Parti démocrate, seuls quatre États sont autorisés à tenir leurs primaires ou caucus avant le 5 février 2008. La direction du parti déclare tout d'abord annuler tous les délégués de Floride et du Michigan, qui ont avancé leurs primaires en janvier. Les principaux candidats se mettent d'accord pour ne pas faire campagne dans ces États, et Edwards et Obama retirent leurs noms des bulletins de vote du Michigan. Clinton remporte la majorité des délégués des deux États et se bat ensuite pour faire approuver l'intégralité de leurs délégués. Un accord est trouvé le 31 mai : le Michigan et la Floride reçoivent la moitié de leurs votes.

#### Janvier 2008
Vers le début de l'année, Mike Huckabee et Barack Obama commencent à monter dans les sondages. Ils dépassent Mitt Romney et Hillary Clinton, favoris de longue date, pour la première place du caucus de l'Iowa. John McCain remporte la primaire républicaine du New Hampshire devant Rudy Giuliani et Mitt Romney.
Obama devient le nouveau favori pour la primaire démocrate du New Hampshire, et la campagne de Clinton semble stagner. Elle réalise cependant une entrevue télévisée en direct, la voix tremblante d'émotion. Elle remporte la primaire par deux points d'écart, faisant mentir les sondages qui l'ont donné perdante avec jusqu'à 12 points de retard. McCain remporte lui aussi une victoire imprévue, après avoir sombré dans les profondeurs des sondages moins d'un mois auparavant.
Malgré la suppression de la moitié des délégués républicains du Michigan et de la Floride, la campagne républicaine se déroule dans ces États ; les démocrates se focalisent sur le Nevada et la Caroline du Sud, qui ont la permission exceptionnelle d'avancer leurs primaires. Obama remporte 55 % des voix de Caroline du Sud. Dans le camp républicain, McCain y remporte une petite victoire, préfigurant une victoire plus large et plus importante en Floride peu après.

#### Février 2008
Le 3 février, un comité de soutien à Barack Obama, organisé par Michelle Obama sur le campus de l'UCLA, met en scène des célébrités comme Oprah Winfrey, Caroline Kennedy ou Stevie Wonder. Clinton remporte cependant la Californie par 8,3 % d'écart. Du côté républicain, John McCain est soutenu par le gouverneur de l'État, Arnold Schwarzenegger, et par Rudy Giuliani (qui s'est retiré de la course après la primaire de Floride). Au 4 février, il est clair que McCain peut acquérir rapidement les délégués suffisants pour assurer sa nomination.
Le Super Tuesday du 5 février 2008 voit des primaires et des caucus dans 24 États (et les Samoa américaines). Les démocrates ne se départagent pas ; John McCain est proche de la nomination. Mitt Romney met fin à sa campagne quelques jours plus tard et apporte son soutien à McCain ; Mike Huckabee et Ron Paul demeurent alors ses deux seuls rivaux majeurs dans les primaires républicaines.
Le 9 février, la Louisiane et le Washington votent pour les deux partis, tandis que le Nebraska et les Îles Vierges votent pour les démocrates et le Kansas pour les républicains. Obama remporte les primaires démocrates de ces États, ainsi que le caucus du Maine le jour suivant. Huckabee est en tête au Kansas. Le district de Columbia, le Maryland et la Virginie votent le 12 février. Obama et McCain remportent les trois primaires dans leur camp respectif.
Obama remporte Hawaii et le Wisconsin le 19. McCain remporte le Wisconsin et le Washington le même jour. Les Îles Vierges et Porto Rico terminent février pour les républicains, les 23 et 24.

#### Mars 2008
Les Samoa américaines votent pour les républicains le 1er mars. Le 4 mars voit le vote des délégués d'États importants comme le Texas et l'Ohio, ainsi que le Rhode Island et le Vermont, pour les deux partis. Le Wyoming vote pour les démocrates le 7, Guam pour les républicains le 8 et le Mississippi pour les deux le 11.
Le 4 mars, Hillary Clinton remporte les primaires de l'Ohio et du Rhode Island, une victoire présentée parfois comme une surprise même si elle était en tête des sondages dans les deux États. Elle remporte la primaire du Texas, mais Obama remporte les caucus le même jour et repart avec plus de délégués de l'État. John McCain conclut la nomination républicaine en remportant les quatre primaires, le plaçant au-dessus de la barre des 1 191 délégués nécessaires. Mike Huckabee concède la victoire à McCain, laissant Ron Paul, qui possède seulement 16 délégués, comme dernier opposant. Dans les caucus démocrates du Wyoming, Obama remporte 7 délégués contre 5 pour Clinton ; trois jours plus tard, il remporte les primaires du Mississippi par 59 % contre 39 %.

#### Avril à juin 2008
La Pennsylvanie est le seul État à voter en avril, le 22. Hillary Clinton remporte la primaire démocrate avec environ 55 % des voix. Barack Obama remporte les caucus de Guam le 3 mai avec seulement 7 votes d'avance sur 4 500. Le 6 mai, Hillary Clinton gagne la primaire de l'Indiana avec 51 % des suffrages et Barack Obama celle de Caroline du Nord avec 56 % des voix. La primaire républicaine de Nebraska et la primaire démocrate de Virginie-Occidentale ont lieu le 13 mai. En Virginie-Occidentale, Clinton remporte 67 % des suffrages et entre 20 et 28 délégués. Le 20 mai voit se dérouler les primaires du Kentucky et de l'Oregon. La primaire démocrate du Kentucky est remportée par Clinton (65 % contre 31 % pour Obama). En Oregon, Obama bat Clinton par un écart de 18 %.
Le 27 mai se déroule la primaire républicaine de l'Idaho. Le 31 mai, les officiels du Parti démocrate, après un meeting tendu entre des supporters de Clinton et d'Obama, votent la réintégration des délégués de Floride et du Michigan, avec seulement un demi-vote chacun. Porto Rico organise une primaire démocrate le 1er juin, remportée par Clinton (68 % des suffrages). La saison des primaires se conclut le 3 juin avec les caucus du Nouveau-Mexique (républicains), la primaire du Montana (démocrate) et celle du Dakota du Sud (les deux partis). Clinton remporte la primaire du Dakota du Sud, Obama celle du Montana. Pendant cette période, John McCain remporte tous les États, même si entre 20 et 25 % des suffrages des primaires républicaines vont systématiquement à Huckabee et Paul, bien que ces candidats soient mathématiquement écartés de la nomination.

### Conventions
- 23-26 avril 2008 : convention du Parti de la Constitution à Kansas City, Missouri.
- 23-26 mai 23-26 : convention du Parti libertarien à Denver, Colorado.
- 10-13 juillet 2008 : convention du Parti vert des États-Unis à Chicago, Illinois.
- 18-20 juillet 2008 : convention du Parti réformateur à Dallas, Texas.
- 25-28 août 2008 : convention du Parti démocrate à Denver, Colorado.
- 1-4 septembre 2008 : convention du Parti républicain à Saint Paul, Minnesota.

### Débats
Quatre débats entre les candidats républicain et démocrate sont prévus par la Commission sur les débats présidentiels :
- 26 septembre : premier débat à l'université du Mississippi. Les thèmes centraux sont la politique étrangère et la sécurité nationale. Le débat est formaté en neuf segments de neuf minutes et le modérateur (Jim Lehrer) introduit les sujets[26].
- 2 octobre : débat vice-présidentiel, hébergé par l'Université Washington de Saint-Louis, modéré par Gwen Ifill de PBS.
- 7 octobre : second débat présidentiel, à l'université de Belmont, modéré par Tom Brokaw de NBC et portant sur des sujets soulevés par le public, principalement sur la crise financière.
- 15 octobre : troisième et dernier débat présidentiel, à l'université Hofstra. Il se focalise sur la politique domestique et économique. Comme le premier débat, il est partagé en neuf segments, introduits par Bob Schieffer.

Un autre débat est sponsorisé par le syndicat politique de l'Université Columbia et se tient le 19 octobre. Tous les candidats pouvant théoriquement atteindre 270 votes du collège électoral sont invités, et Ralph Nader, Cynthia McKinney et Chuck Baldwin y participent.

### La campagne et les campagnes
La campagne électorale est largement menées par les « campagnes » des candidats (« campaign »), structures ad hoc créées pour la circonstance et organisées largement à l'extérieur des partis.[réf. nécessaire] Ce sont elles qui mettent en place le travail de terrain, récoltent les fonds, et réalisent le travail de communication. Du fait du système électoral particulier (décrit ci-dessus), elles jouent un rôle primordial dans les swing states, ces États dans lesquels les sondages ne donnent pas de vainqueur clair. Les victoires de G.W. Bush en 2000, et encore plus en 2004, ont parfois été attribuées à la stratégie développée par le conseiller politique du candidat, Karl Rove. Certains chercheurs affirment que c'est la nouvelle organisation démocrate qui a majoritairement fait pencher la balance pour Obama.

### De l'Election Dayà l'Inauguration Day
- 4 novembre 2008 : Election Day dans 49 États et le district de Columbia ; dernier des 21 jours électoraux consécutifs dans l'Oregon, État ayant aboli le vote en isoloir en 1998. Les électeurs votent pour les membres du collège électoral de leur État.
- 15 décembre 2008 : les membres élus du collège électoral se rencontrent dans chaque État et votent pour le président et le vice-président.
- 8 janvier 2009 : les votes du collège électoral sont comptés devant le Congrès.
- 20 janvier 2009 : Inauguration Day.

## Candidats

### Parti démocrate
Candidats du Parti démocrate :

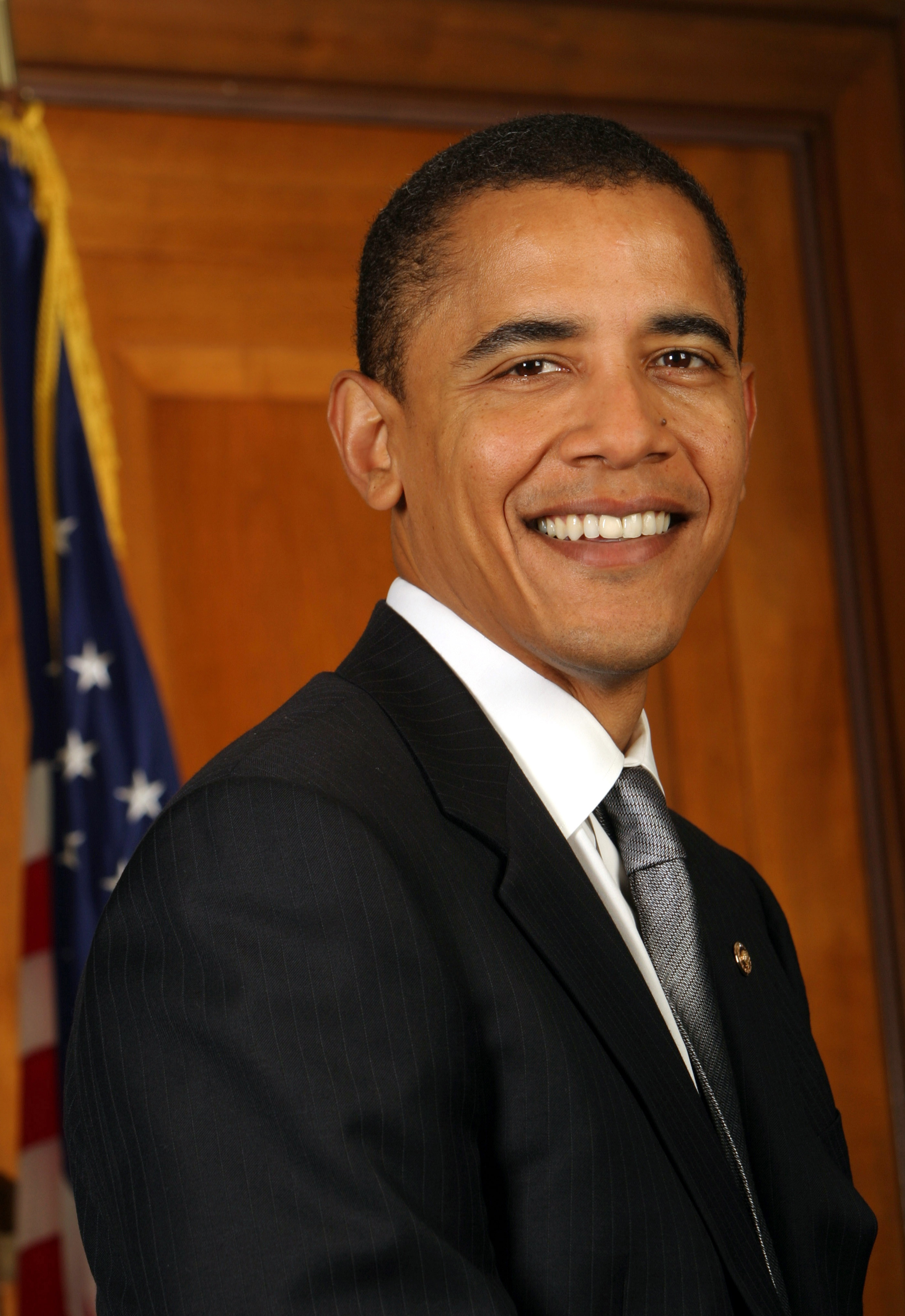
Barack Obama, candidat à la présidence, sénateur de l'Illinois.
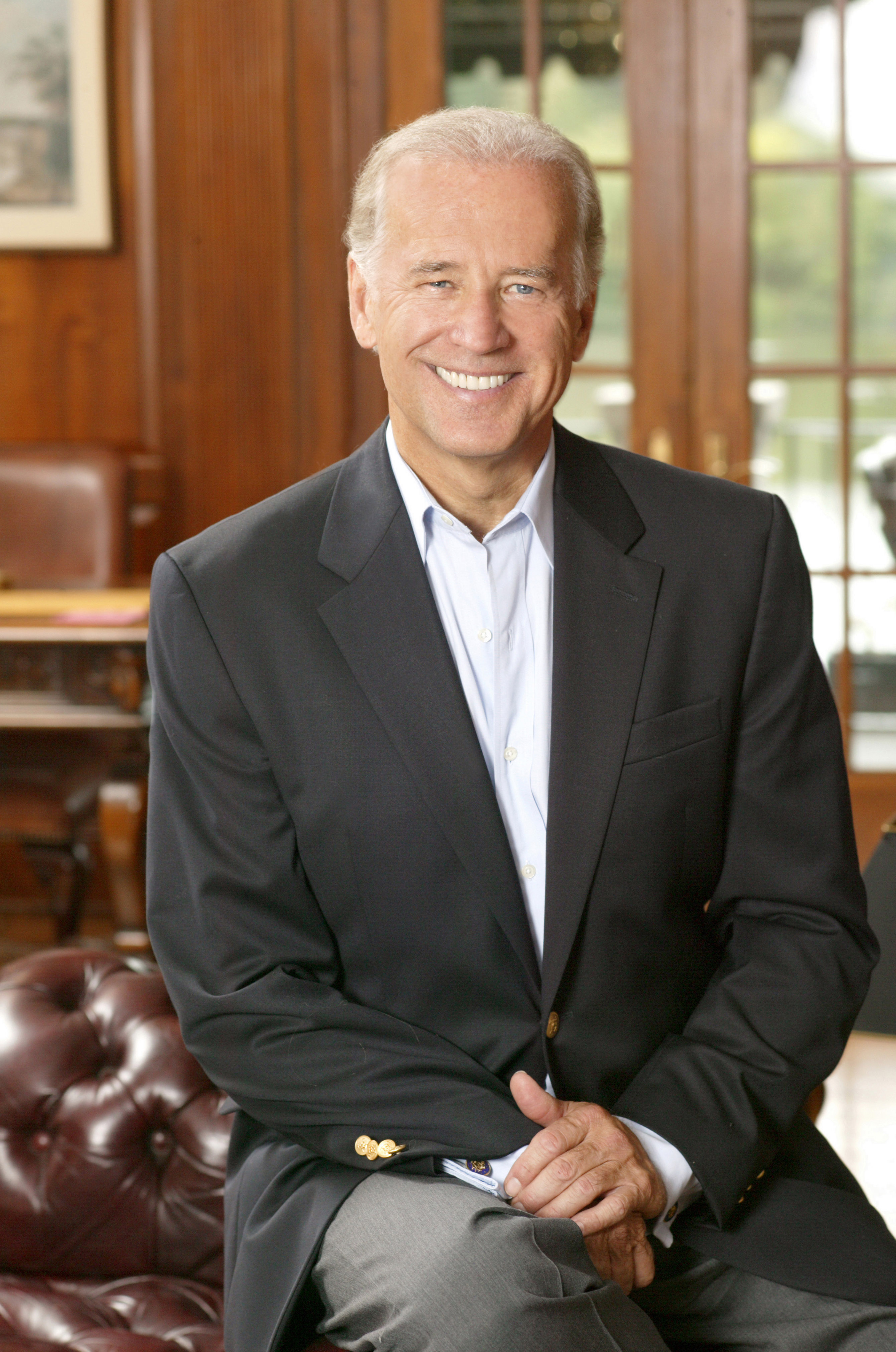
Joe Biden, candidat à la vice-présidence, sénateur du Delaware.

Candidats à l'investiture démocrate :

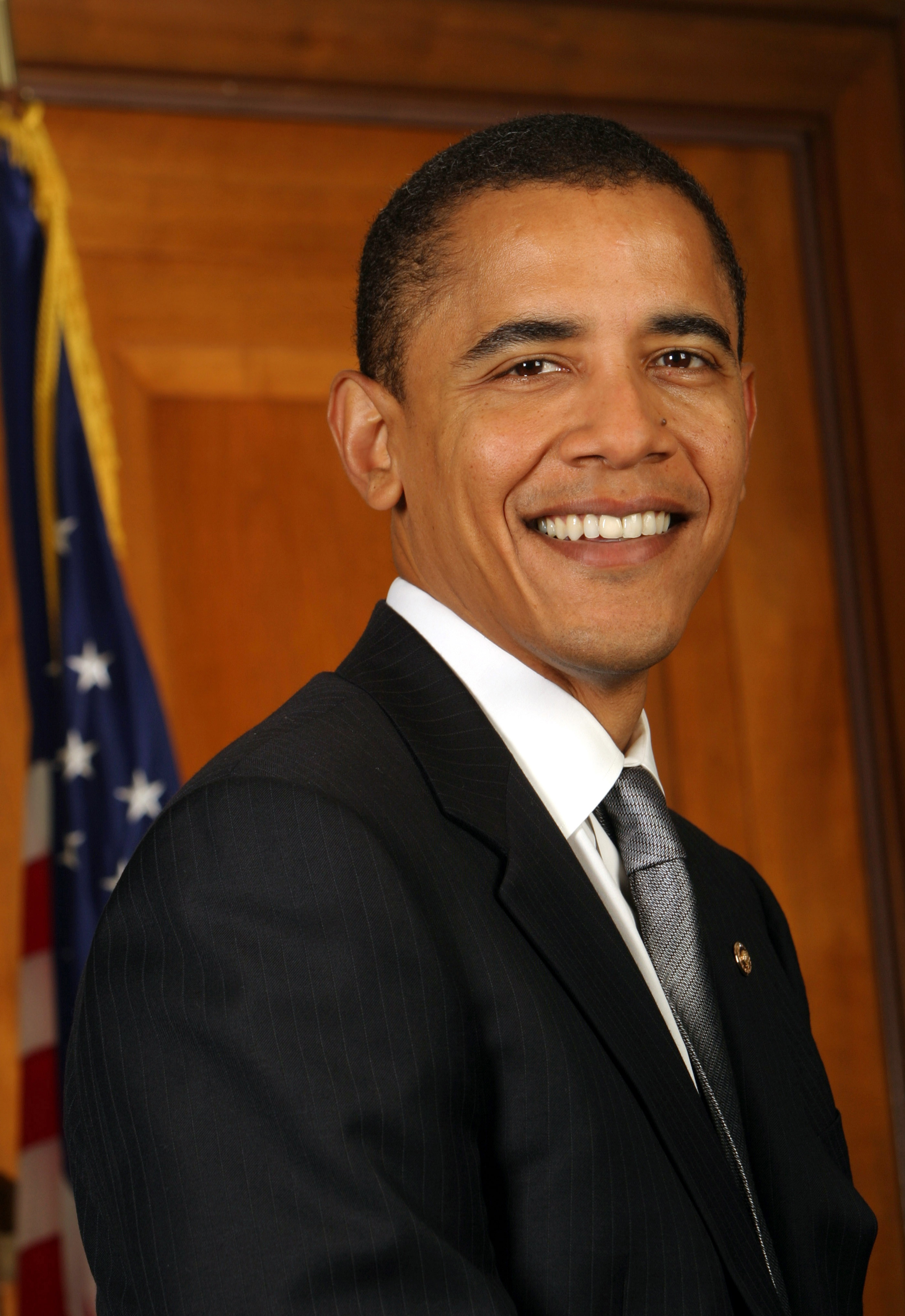
Barack Obama, sénateur de l'Illinois.
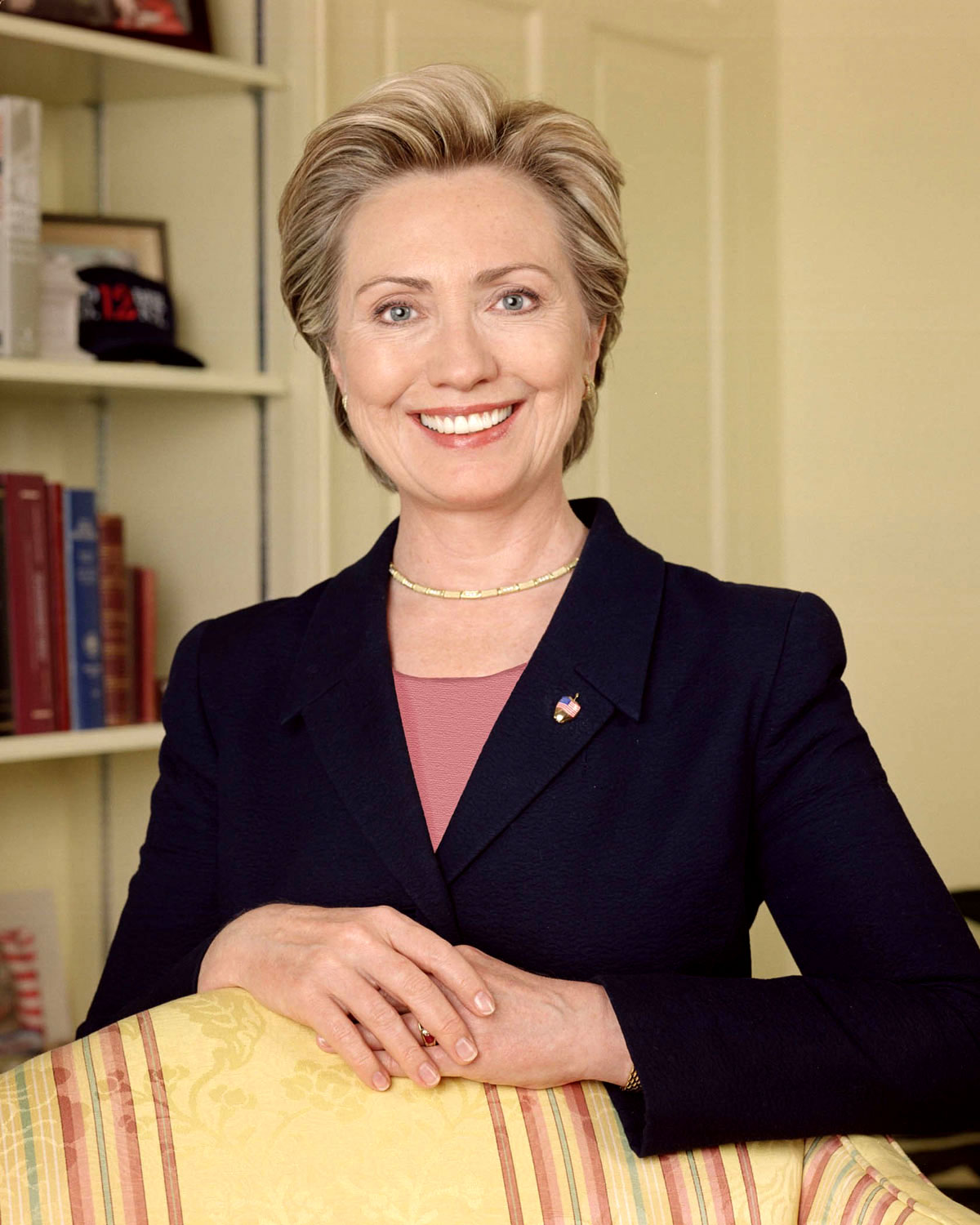
Hillary Clinton, sénatrice de New York.
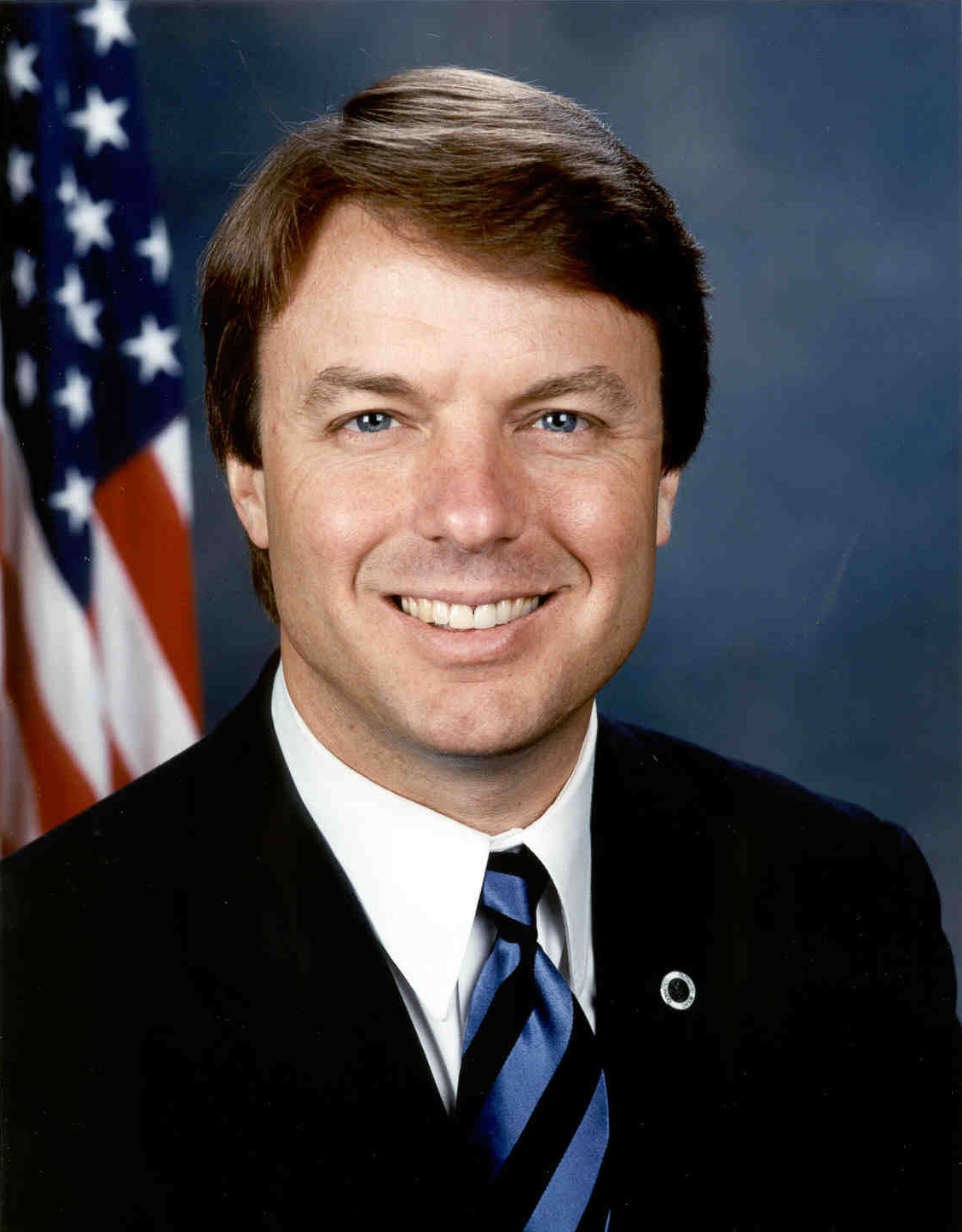
John Edwards, ancien sénateur de Caroline du Nord.
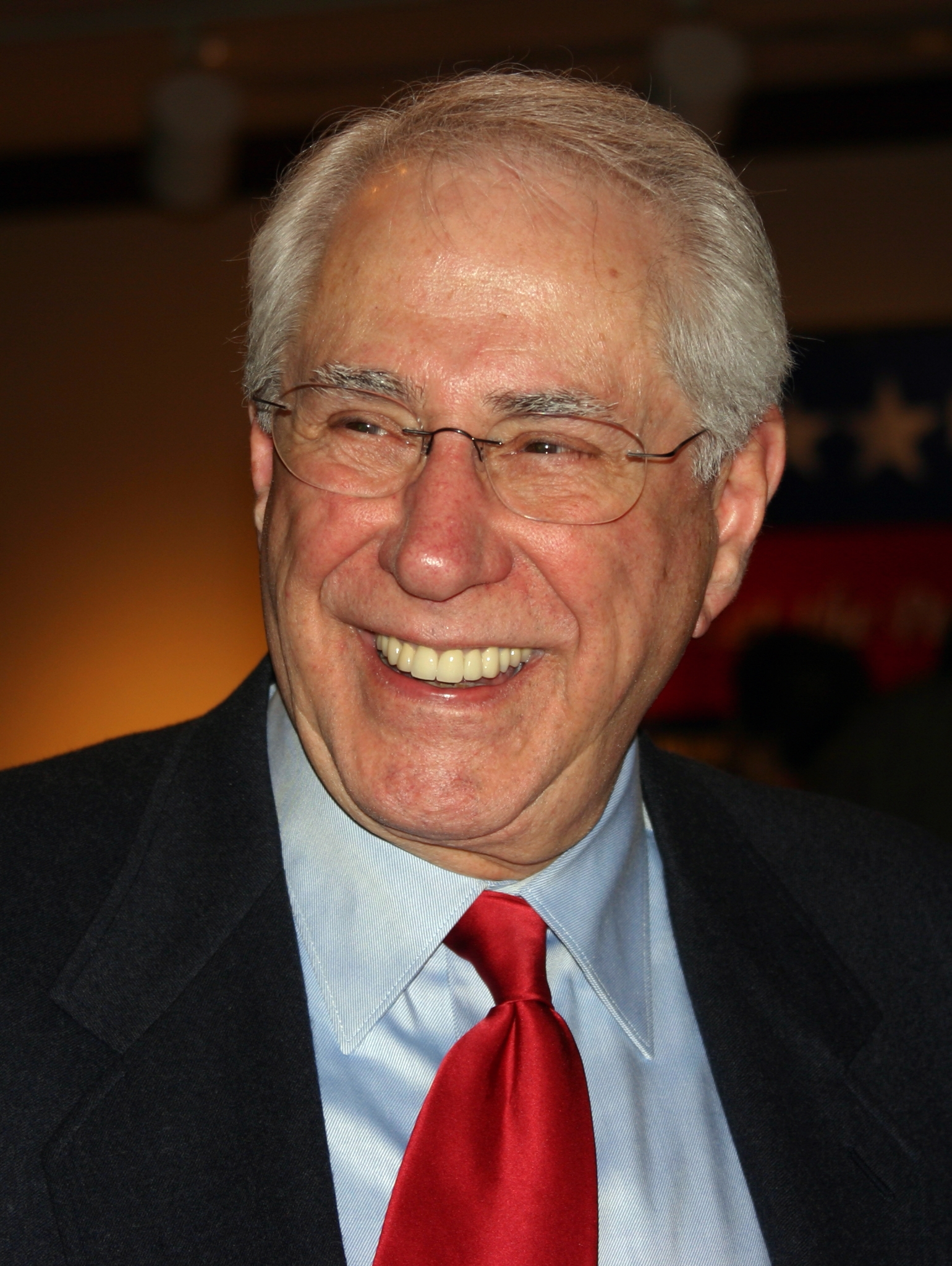
Mike Gravel, ancien sénateur de l'Alaska.
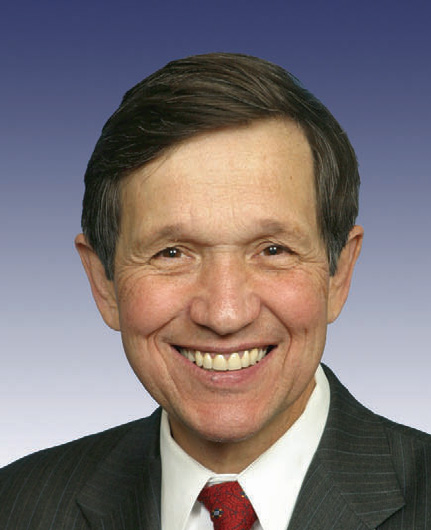
Dennis Kucinich, représentant de l'Ohio.
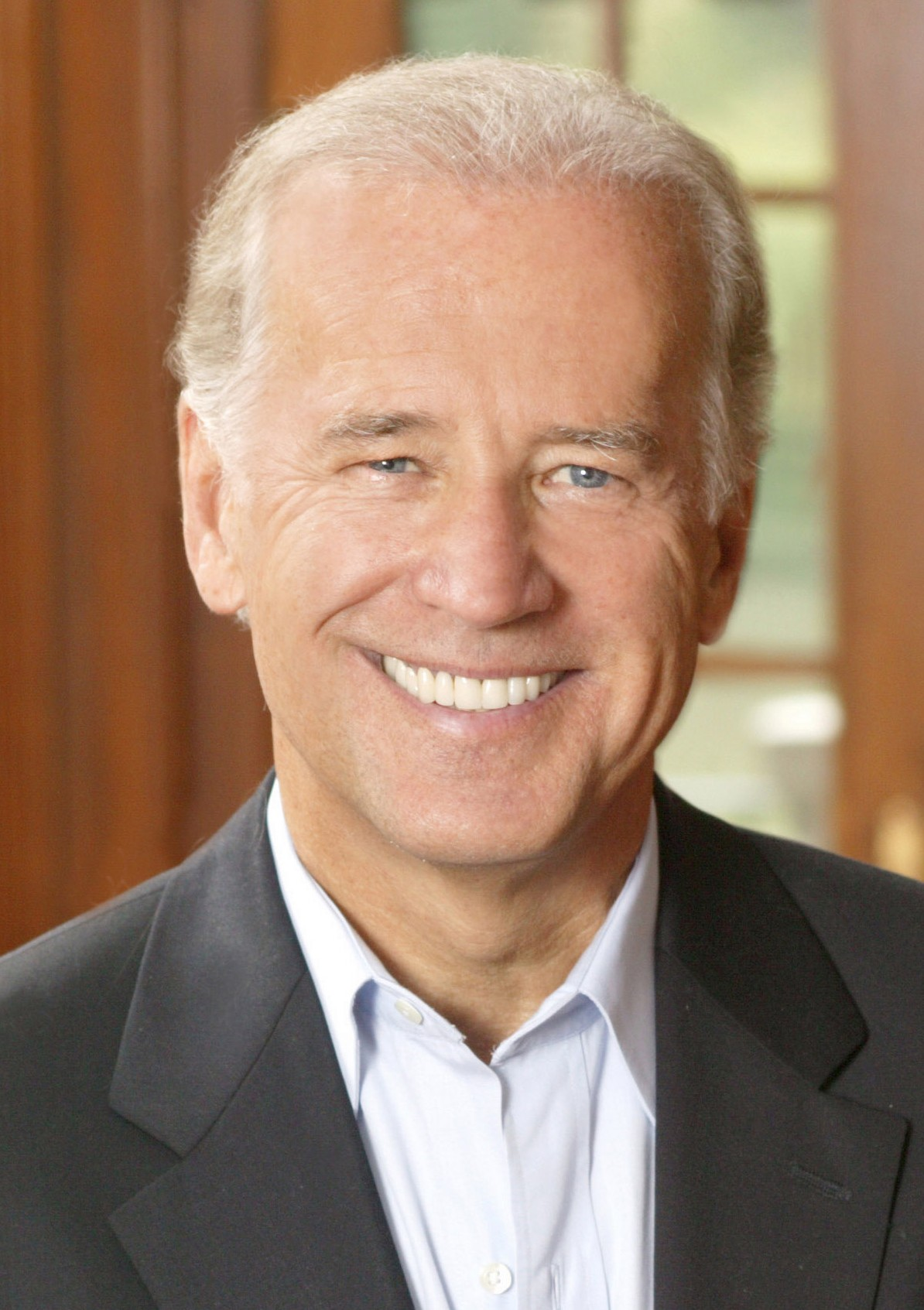
Joe Biden, sénateur du Delaware.
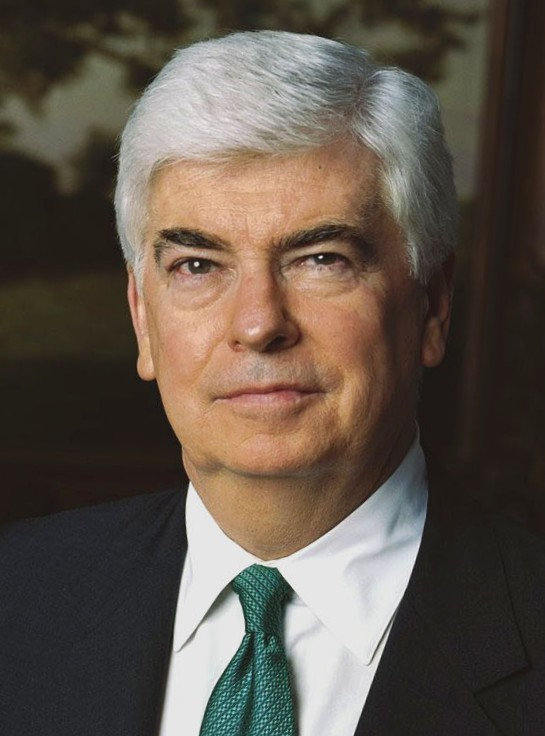
Christopher Dodd, sénateur du Connecticut.
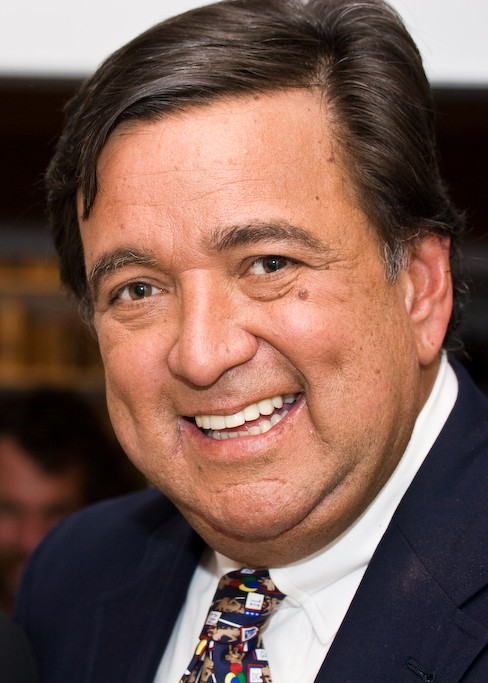
Bill Richardson, gouverneur du Nouveau-Mexique.

Mike Gravel quitte ce parti au mois de mars 2008 pour rejoindre le Parti libertarien, dont il demande l'investiture.

### Parti républicain
Candidats du Parti républicain :

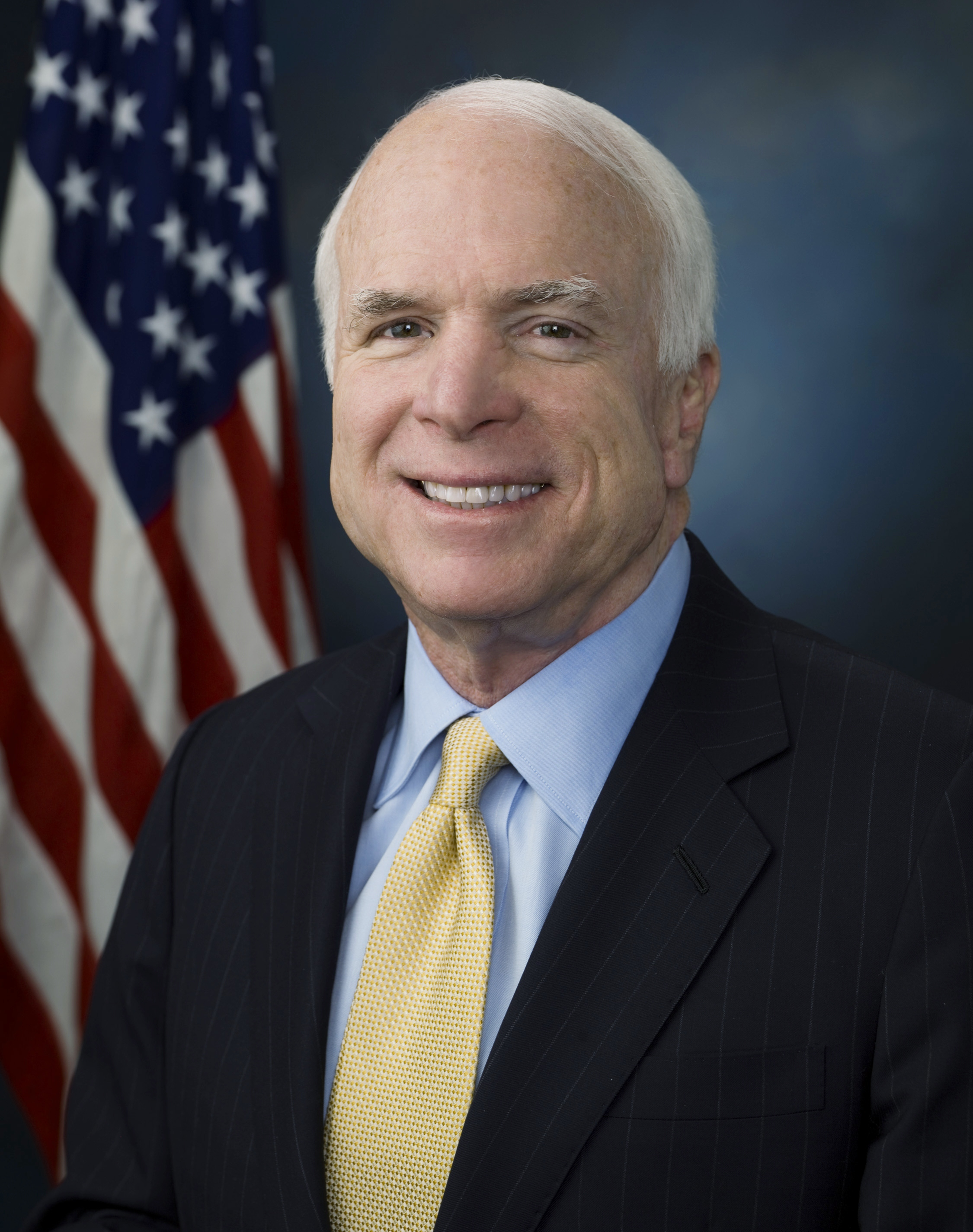
John McCain, sénateur de l'Arizona, candidat à la présidence.
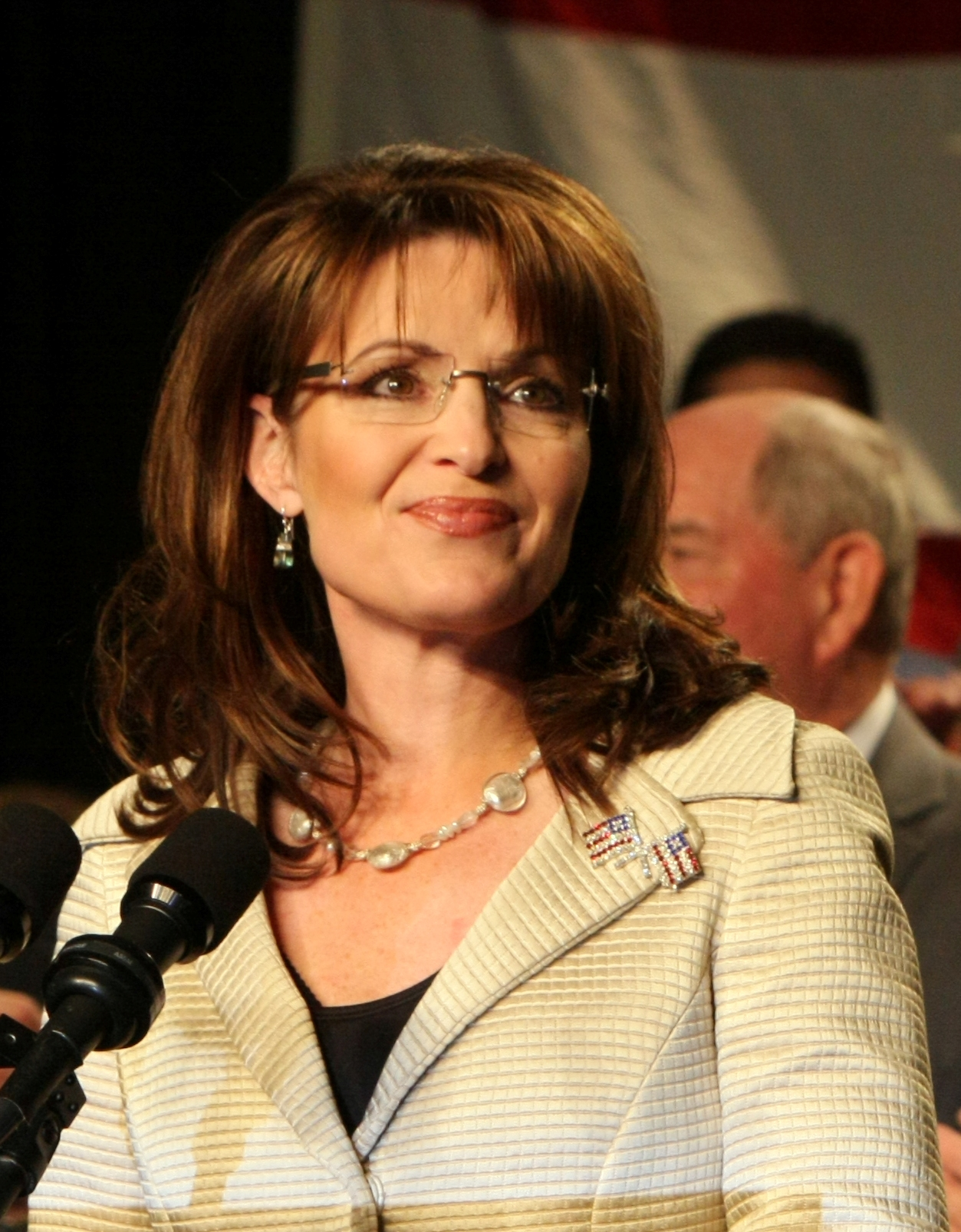
Sarah Palin, gouverneur de l'Alaska, candidate à la vice-présidence.

Candidats à l'investiture républicaine :

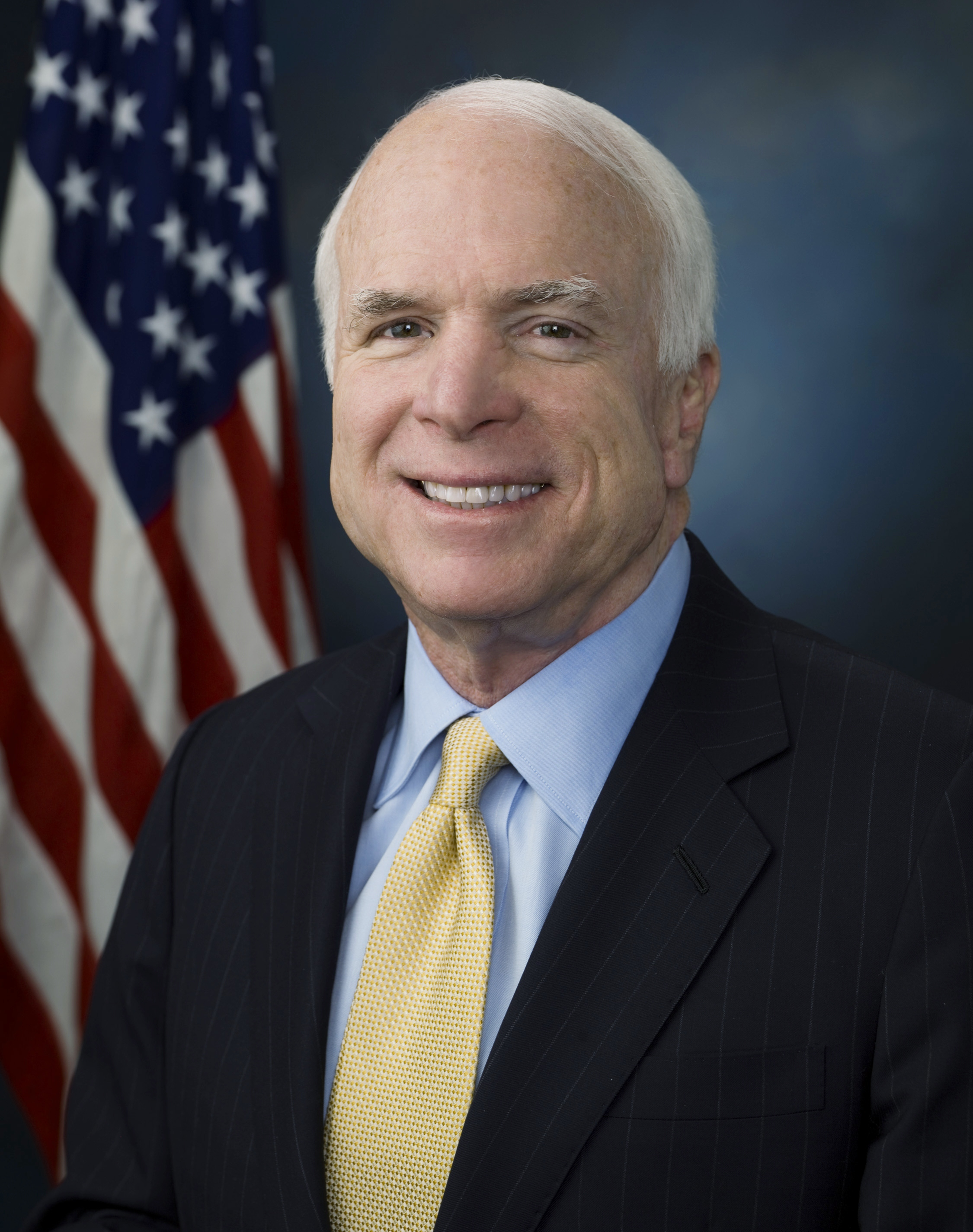
John McCain, sénateur de l'Arizona.
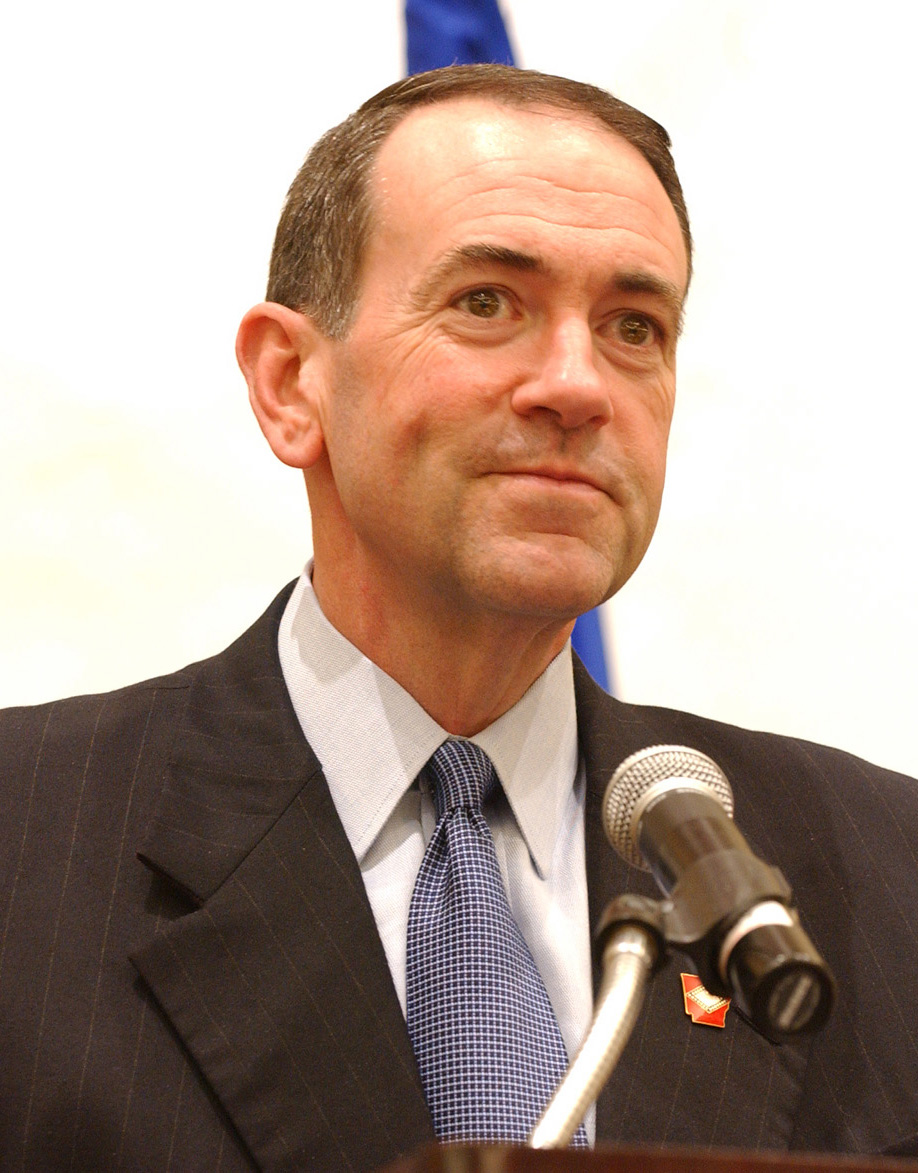
Mike Huckabee, ancien gouverneur de l'Arkansas.
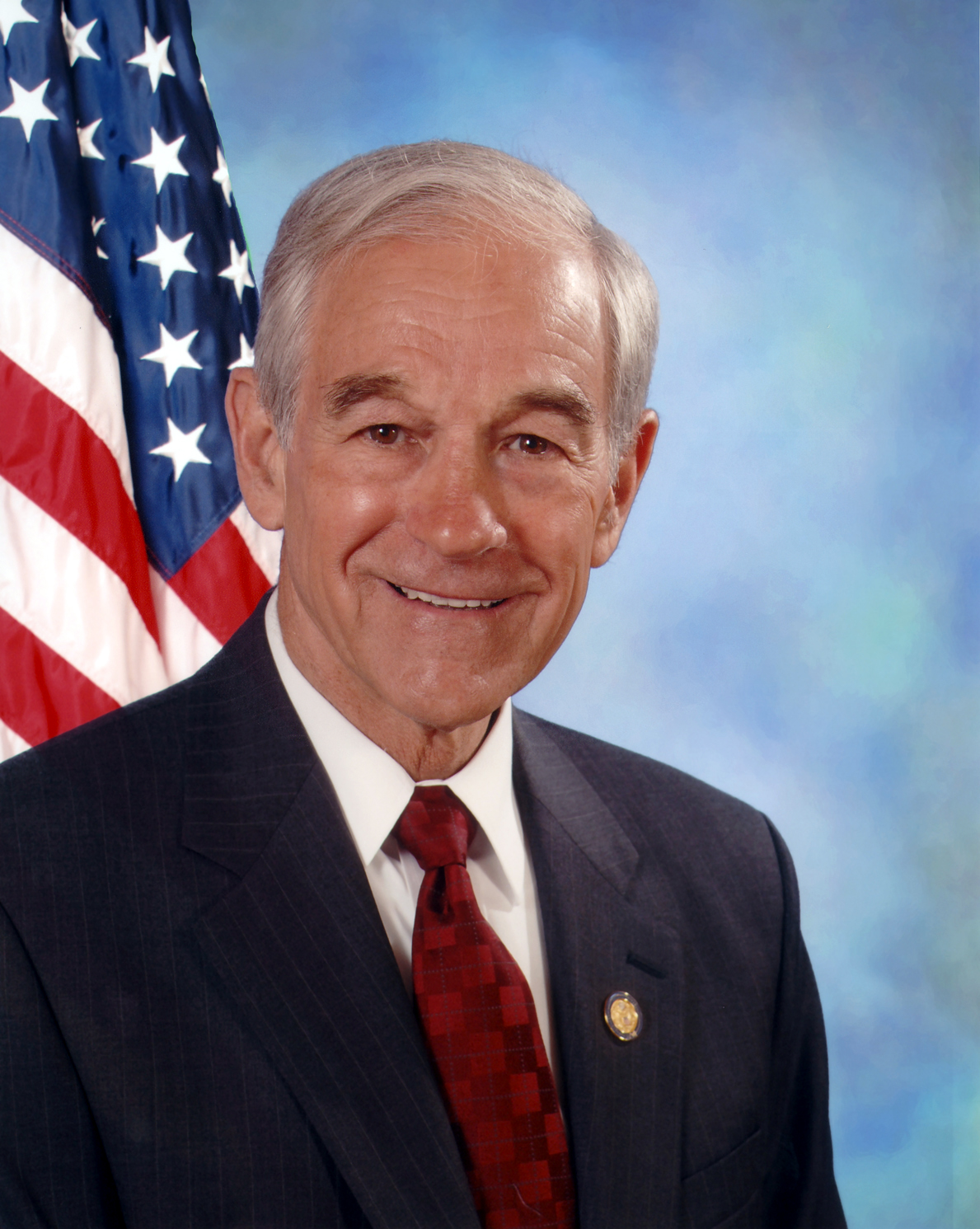
Ron Paul, représentant du Texas.
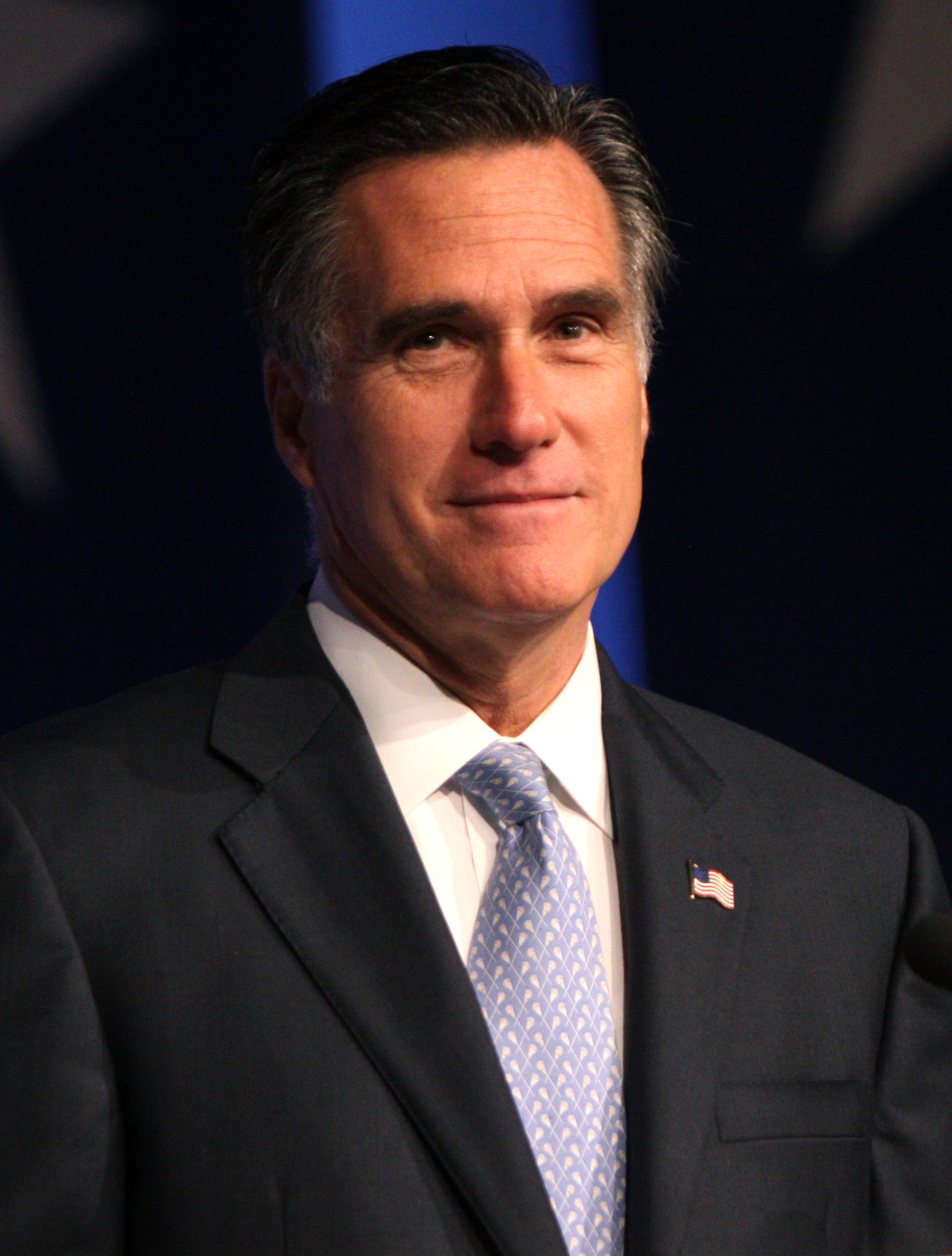
Mitt Romney, ancien gouverneur du Massachusetts.
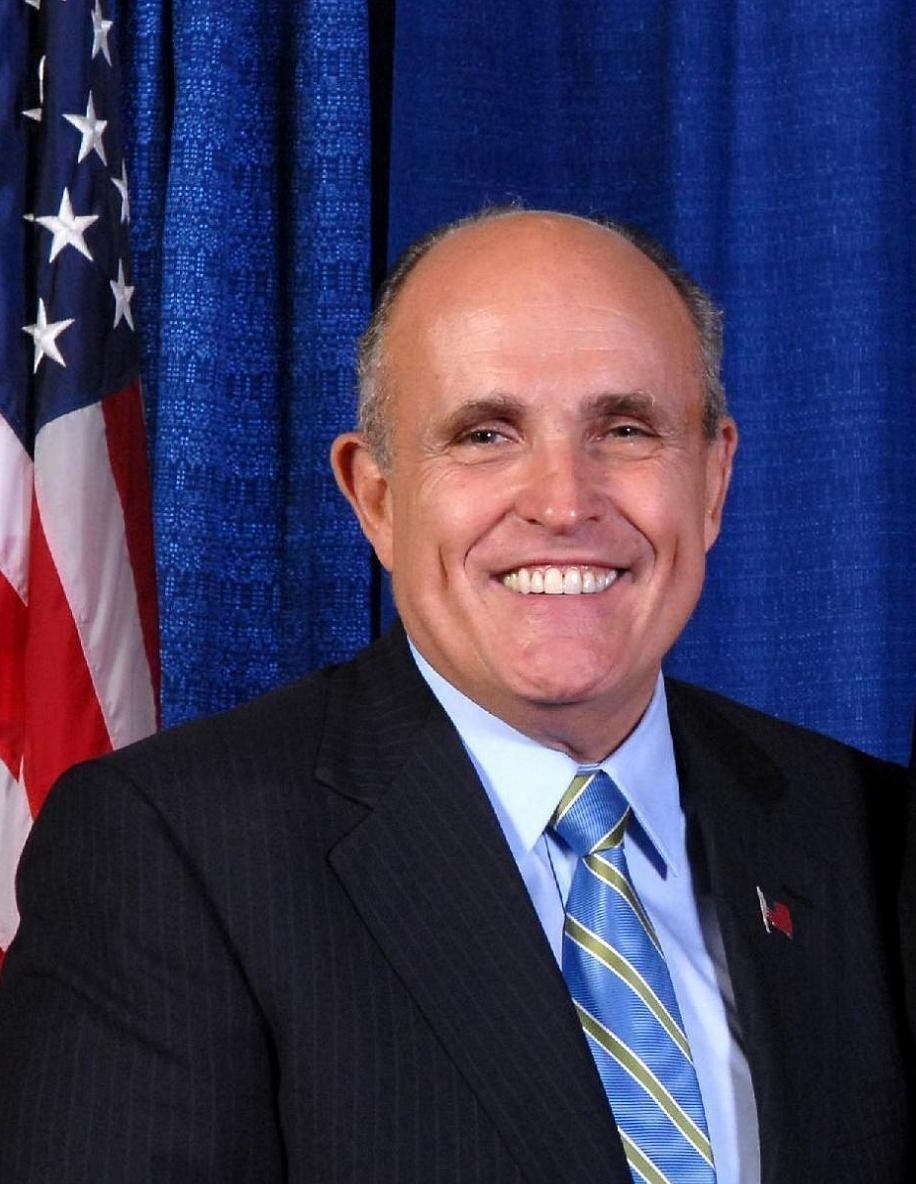
Rudy Giuliani, ancien maire de New York.
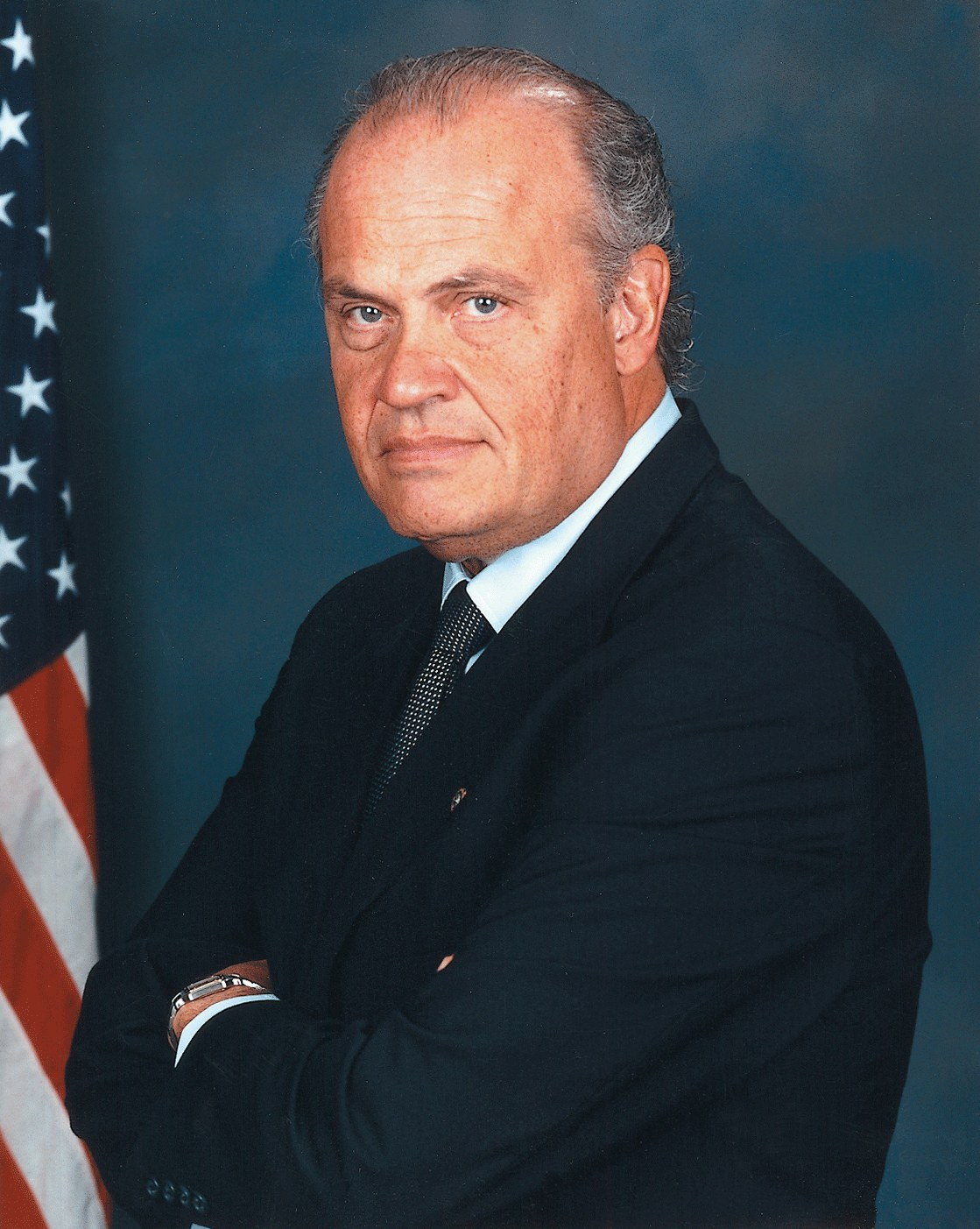
Fred Thompson, ancien sénateur du Tennessee.
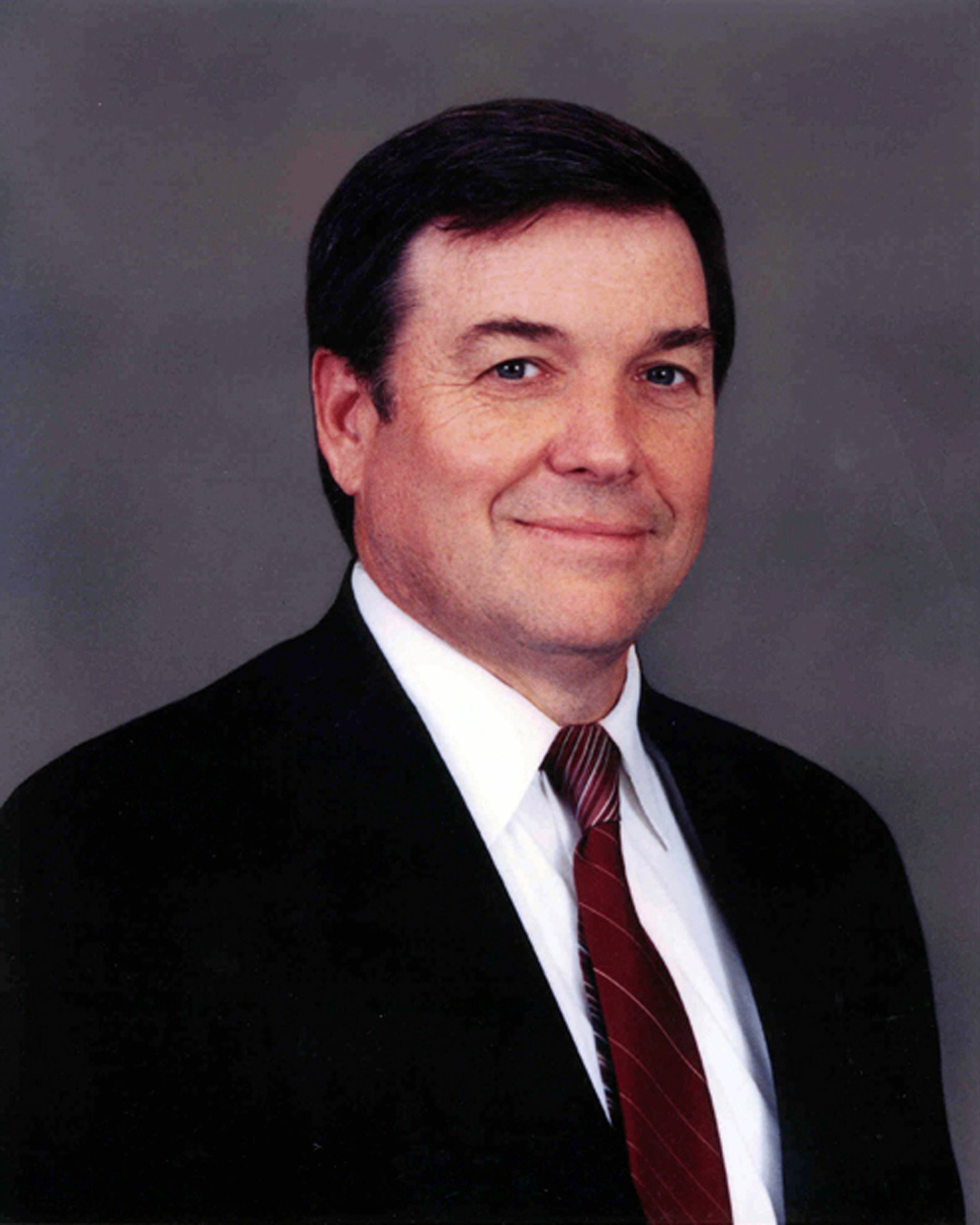
Duncan Hunter, représentant de la Californie.
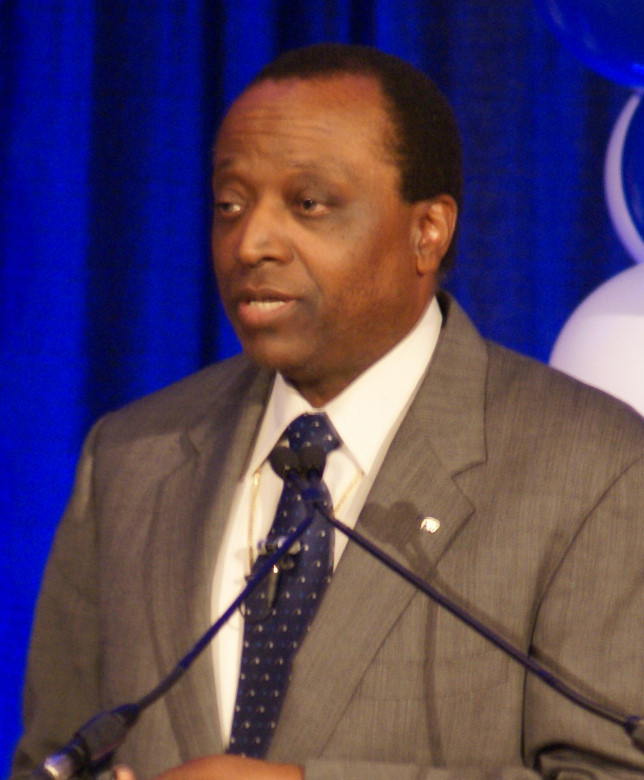
Alan Keyes, ancien ambassadeur, originaire du Maryland.

### Parti vert
Le Parti vert des États-Unis a nommé ses candidats lors de sa convention nationale les 10 et 13 juillet à Chicago.

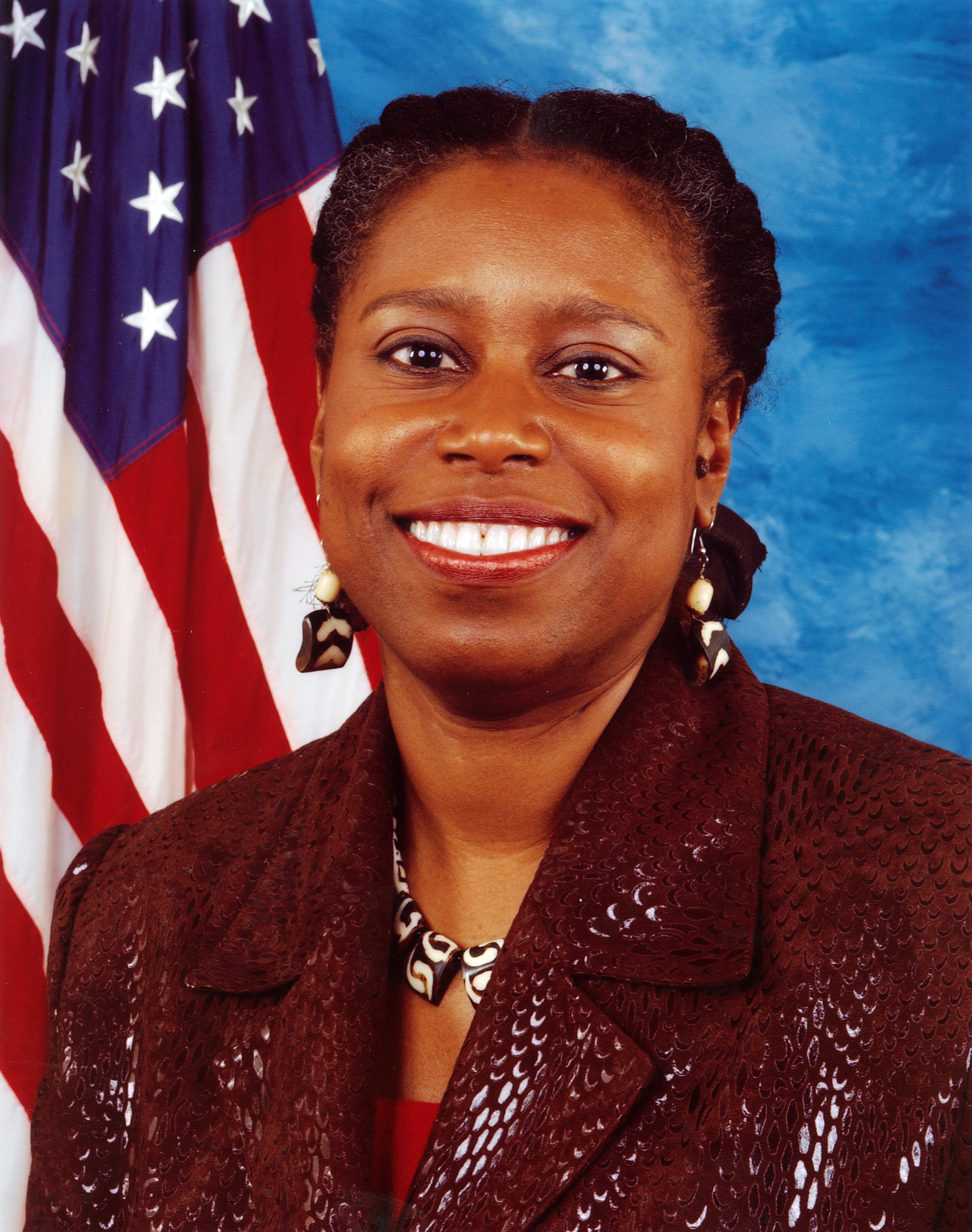
Cynthia McKinney, ancienne représentante de Géorgie, candidate à la présidence.
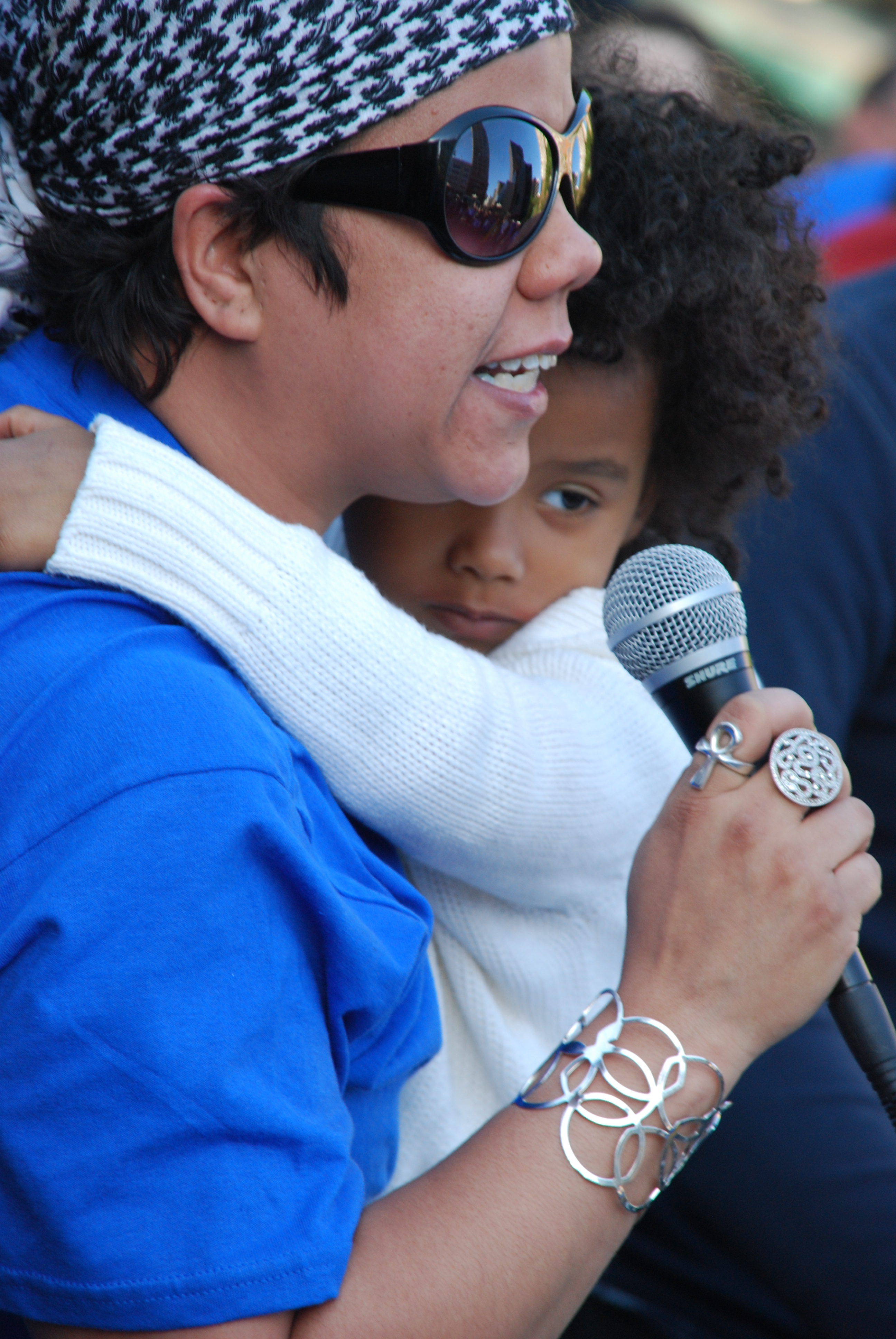
Rosa Clemente, journaliste, candidate à la vice-présidence.

### Parti de la Constitution
Le Parti de la Constitution a nommé ses candidats à la présidentielle lors de sa convention nationale du 22 au 28 avril à Kansas City dans le Missouri.

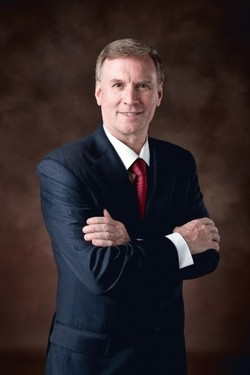
Chuck Baldwin, candidat à la présidence, candidat à la vice-présidence du parti de la Constitution en 2004.
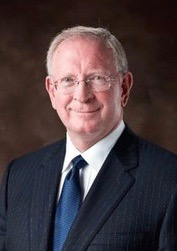
Darrell Castle, avocat à Memphis, Tennessee.

### Parti socialiste
Candidats du Parti socialiste des États-Unis :

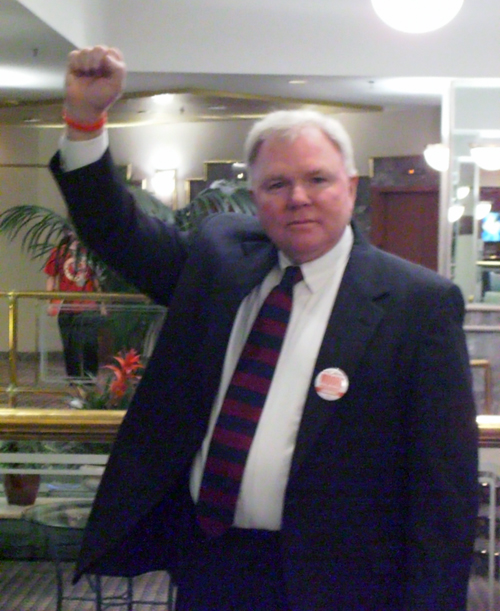
Brian Moore, candidat à la présidence.
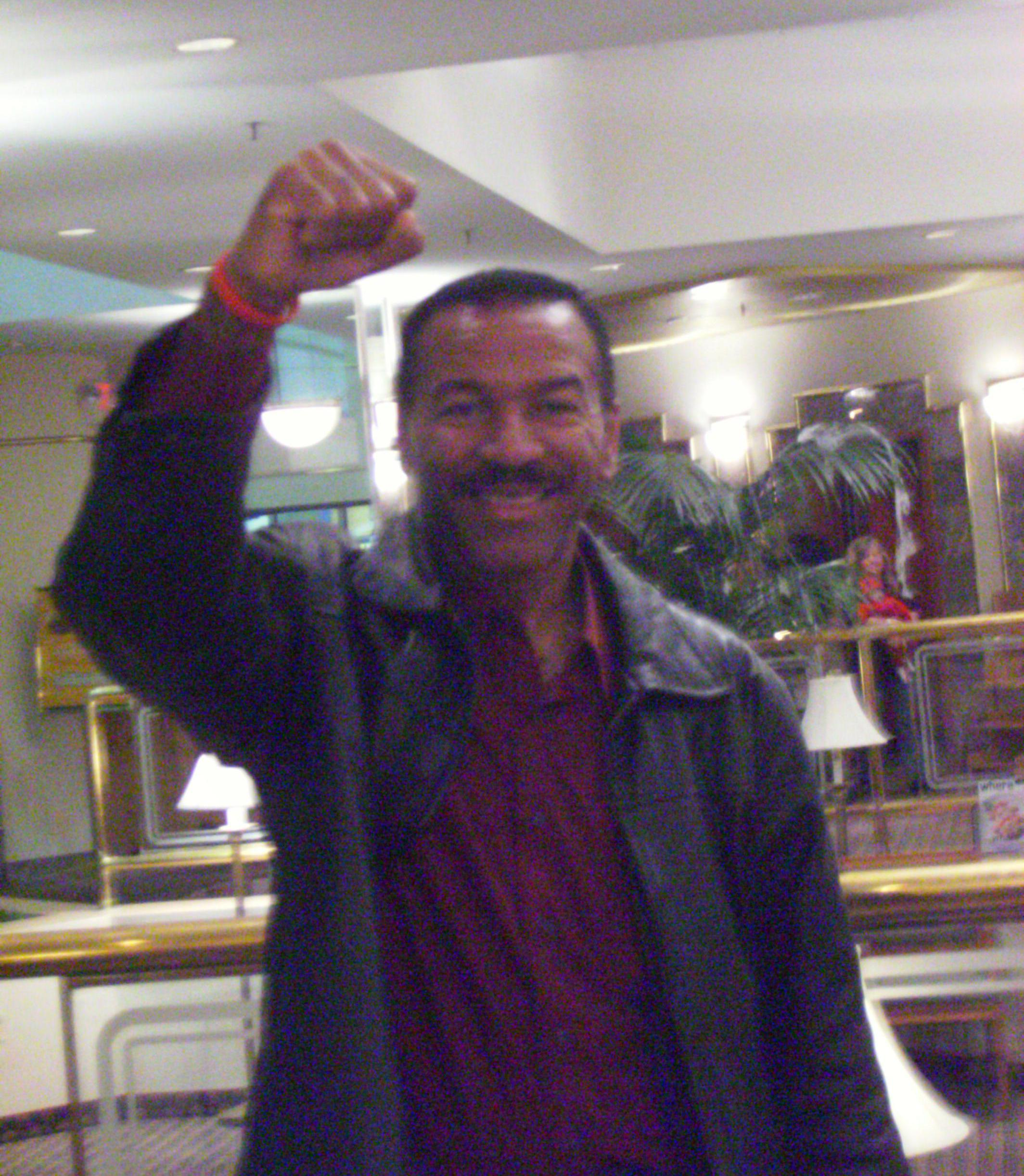
Stewart Alexander, candidat à la vice-présidence.

### Parti socialiste des travailleurs
Candidats du Parti socialiste des travailleurs :

Roger Calero
Alyson Kennedy

Étant né au Nicaragua, Roger Calero, même élu, n'aurait pu accéder à la présidence.

### Parti libertarien
Le candidat du Parti libertarien a été désigné lors de la convention nationale du 26 mai à Denver dans le Colorado, à l'issue du sixième tour de scrutin.

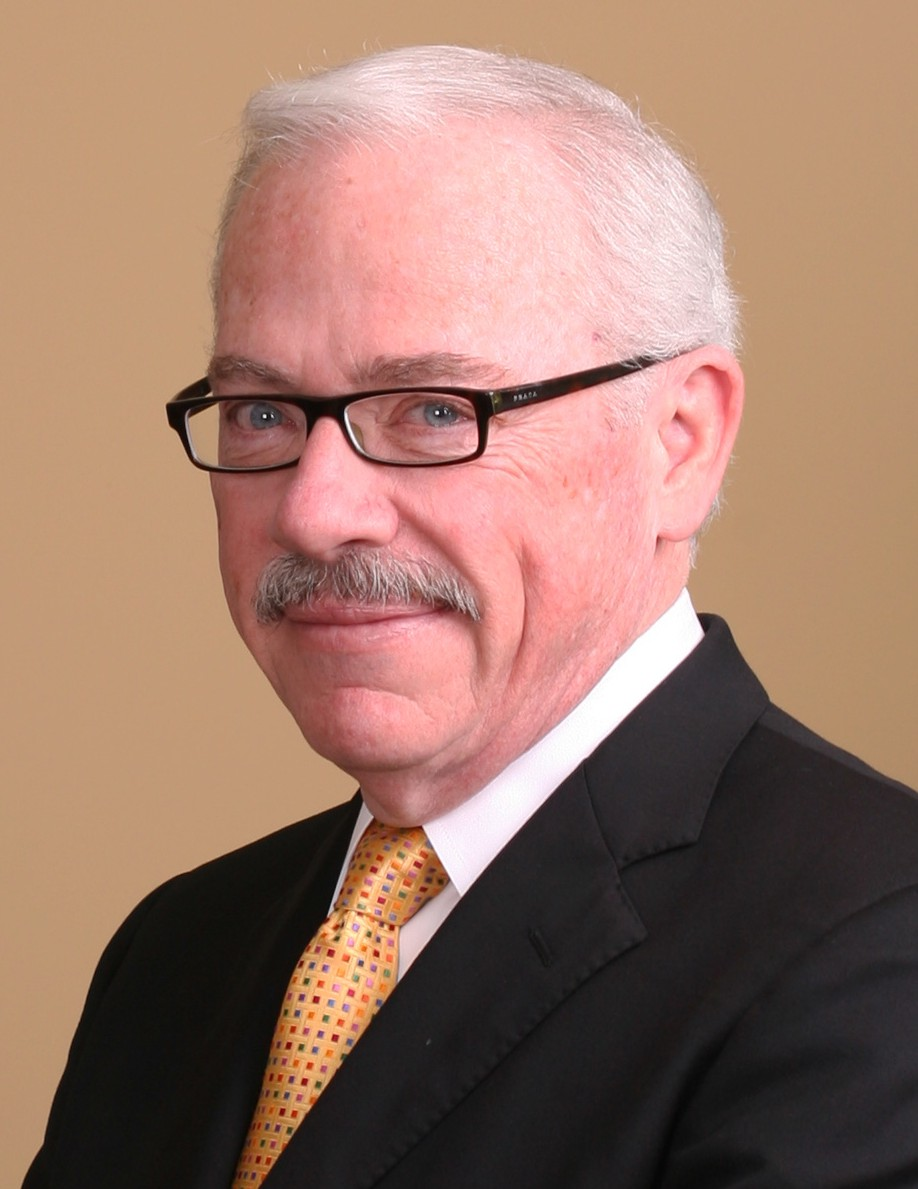
Bob Barr, ancien représentant de Géorgie, candidat à la présidence.

### Indépendants

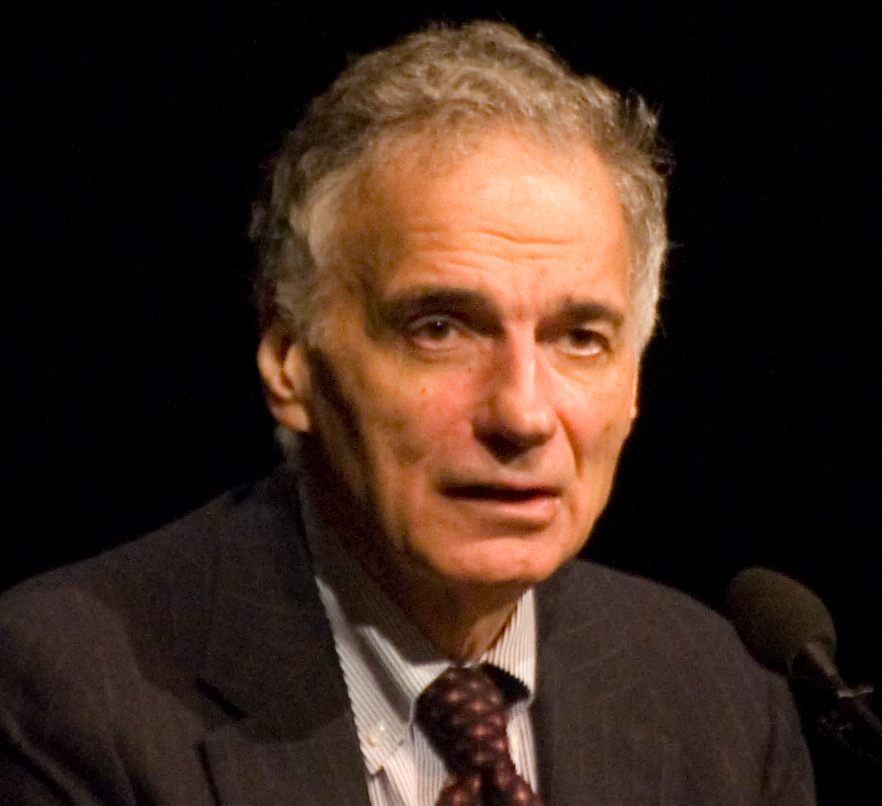
Ralph Nader, candidat à la présidence en 1996, 2000 et 2004, candidat à la présidence.
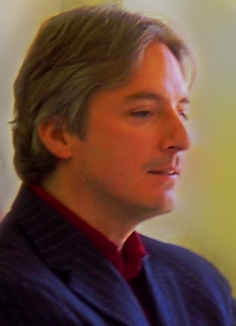
Matt Gonzalez, candidat à la vice-présidence.

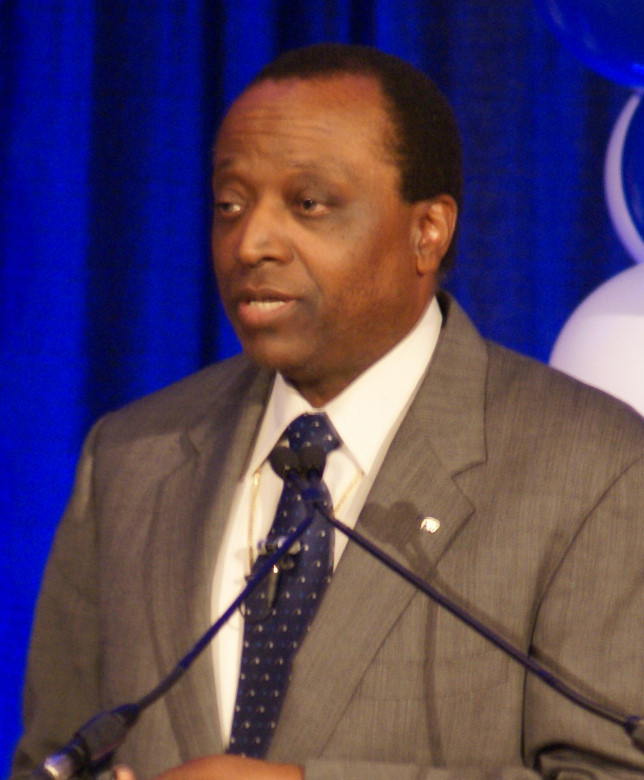
Alan Keyes, ancien ambassadeur, originaire du Maryland, candidat à la présidence.
Wiley Drake, candidat à la vice-présidence.

## Sondages
Dès le début de la campagne générale, à la suite des conventions démocrate et républicaine, Barack Obama maintient une avance considérable sur son opposant conservateur. L'ensemble des différents instituts de sondages anticipent correctement l'issue du scrutin, prévoyant une victoire nette du camp démocrate.

## Résultats

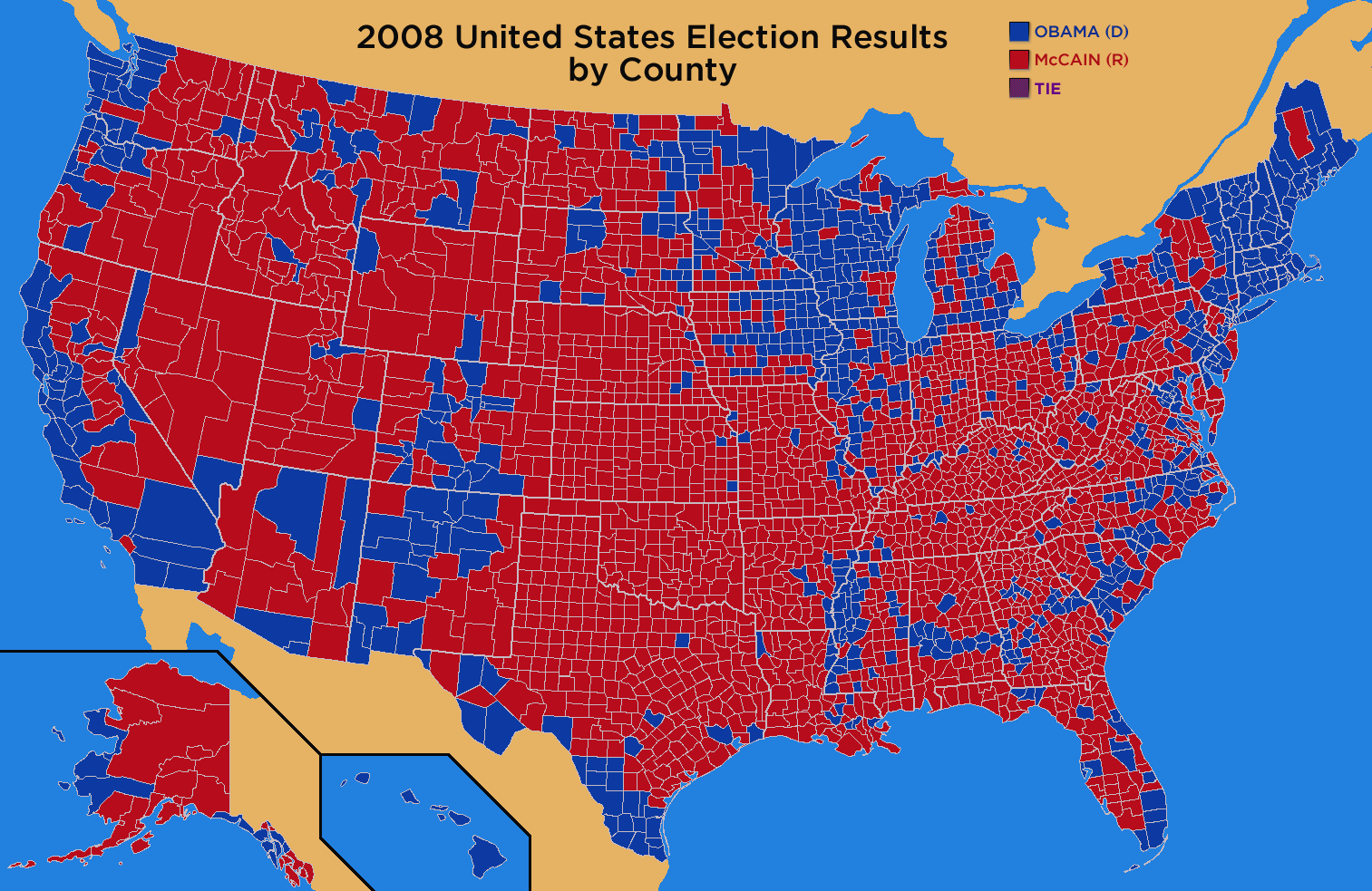
Carte présentant par comté le résultat au vote populaire de l'élection présidentielle de 2008 : en rouge ceux remportés par McCain et en bleu ceux remportés par Obama.

Le tableau suivant donne, pour chaque candidat, le nombre de grands électeurs remportés et le nombre total de suffrage reçus. Les résultats certifiés par le Congrès le 8 janvier 2009 sont définitifs.
| Candidats                        | Parti  | Parti                     | Vote populaire | Vote populaire | Grands électeurs |
| Candidats                        | Parti  | Parti                     | Voix           | %              | Grands électeurs |
| -------------------------------- | ------ | ------------------------- | -------------- | -------------- | ---------------- |
| Barack Obama / Joe Biden         |        | Parti démocrate           | 69 456 897     | 52,86          | 365              |
| John McCain / Sarah Palin        |        | Parti républicain         | 59 934 814     | 45,60          | 173              |
| Ralph Nader / Matt Gonzalez      |        | Indépendant               | 738 475        | 0,56           | 0                |
| Bob Barr / Wayne Allyn Root      |        | Parti libertarien         | 523 686        | 0,40           | 0                |
| Chuck Baldwin / Darrell Castle   |        | Parti de la Constitution  | 199 314        | 0,15           | 0                |
| Cynthia McKinney / Rosa Clemente |        | Parti vert des États-Unis | 161 603        | 0,12           | 0                |
| Autres                           | Autres | Autres                    | 458 916        | 0,35           |                  |

### Participation
Le nombre total de votants s'élève à 131,2 millions, établissant un nouveau record absolu de participation après le précédent record établi en 2004 (122,3 millions). Ce total représente un pourcentage estimé entre 61,7 % et 63 % des électeurs potentiels, soit la plus forte participation relative depuis 1968, voire depuis 1960 dans le cas de la seconde estimation. Cette hausse de la participation est en particulier la conséquence de la hausse de participation perceptible parmi les minorités noire (13 % des électeurs contre 11,1 % en 2004) et latino (9 % des électeurs contre 8 % en 2004), et parmi les jeunes de 18 à 29 ans (participation de 52 % contre 48 % en 2004 et seulement 41 % en 2000). Une évolution décisive pour Barack Obama, ces électorats ayant tous voté majoritairement en sa faveur, à hauteur de 95 % pour la minorité noire et 67 % pour la minorité latino, et de 68 % pour les 18-25 ans. Si McCain obtient la majorité des suffrages des Blancs, dans tous les autres groupes Obama est majoritaire à l'exception des chrétiens évangéliques et des personnes âgées.
Lors des élections générales qui se tiennent le même jour, Obama obtient de confortables majorités au Congrès : 276 contre 178 à la Chambre des représentants et 57 contre 41 au Sénat.